# Kloster Mariazell-Wurmsbach

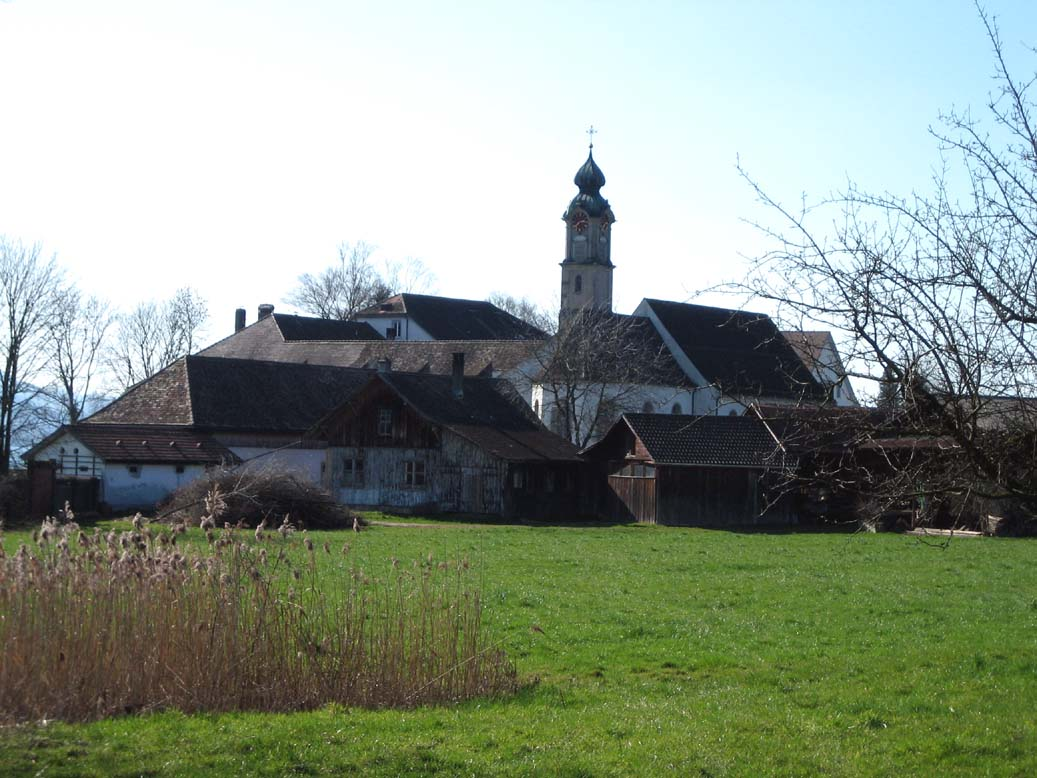
Mariazell-Wurmsbach

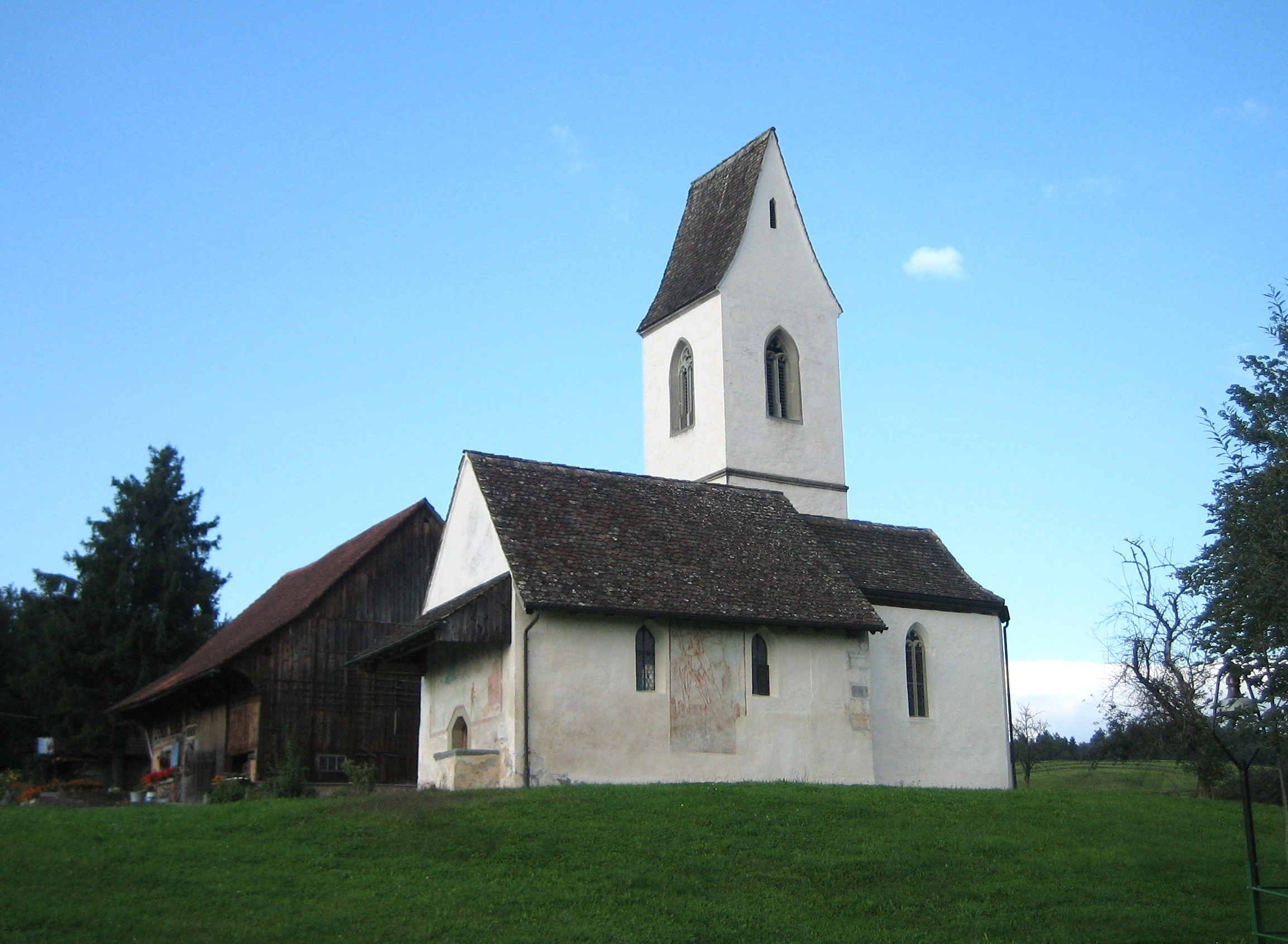
St. Dionys

Das Kloster Mariazell-Wurmsbach (lat. Abbatia Cella B. M. V.) ist eine Zisterzienserinnen-Abtei und liegt beim Dorf Bollingen am Ufer des Zürichsees in der Gemeinde Rapperswil-Jona im Kanton St. Gallen in der Schweiz. Es gehört zur Mehrerauer Kongregation.
Neben dem eigentlichen Klosterbereich mit Kirche, Kreuzgang, Kapitelsaal, den klösterlichen Wohnbauten, einem Gästehaus sowie Friedhof und dem mit einer Mauer umgebenen Garten gehören zum Komplex das 2022 geschlossene Mädcheninternat «Impulsschule Wurmsbach» sowie ein grosser Bauernhof und Scheunen und das Gästehaus «Lichthof». Das Konventsgebäude stammt grösstenteils aus dem 17. Jahrhundert.
Das Kloster Mariazell-Wurmsbach ist seit seiner Gründung im Jahr 1259 ohne Unterbrechung bewohnt. Die jetzige Äbtissin Monika Thumm (seit 2000) ist die 43. Amtsinhaberin.

## Wurmsbach vor der Klostergründung

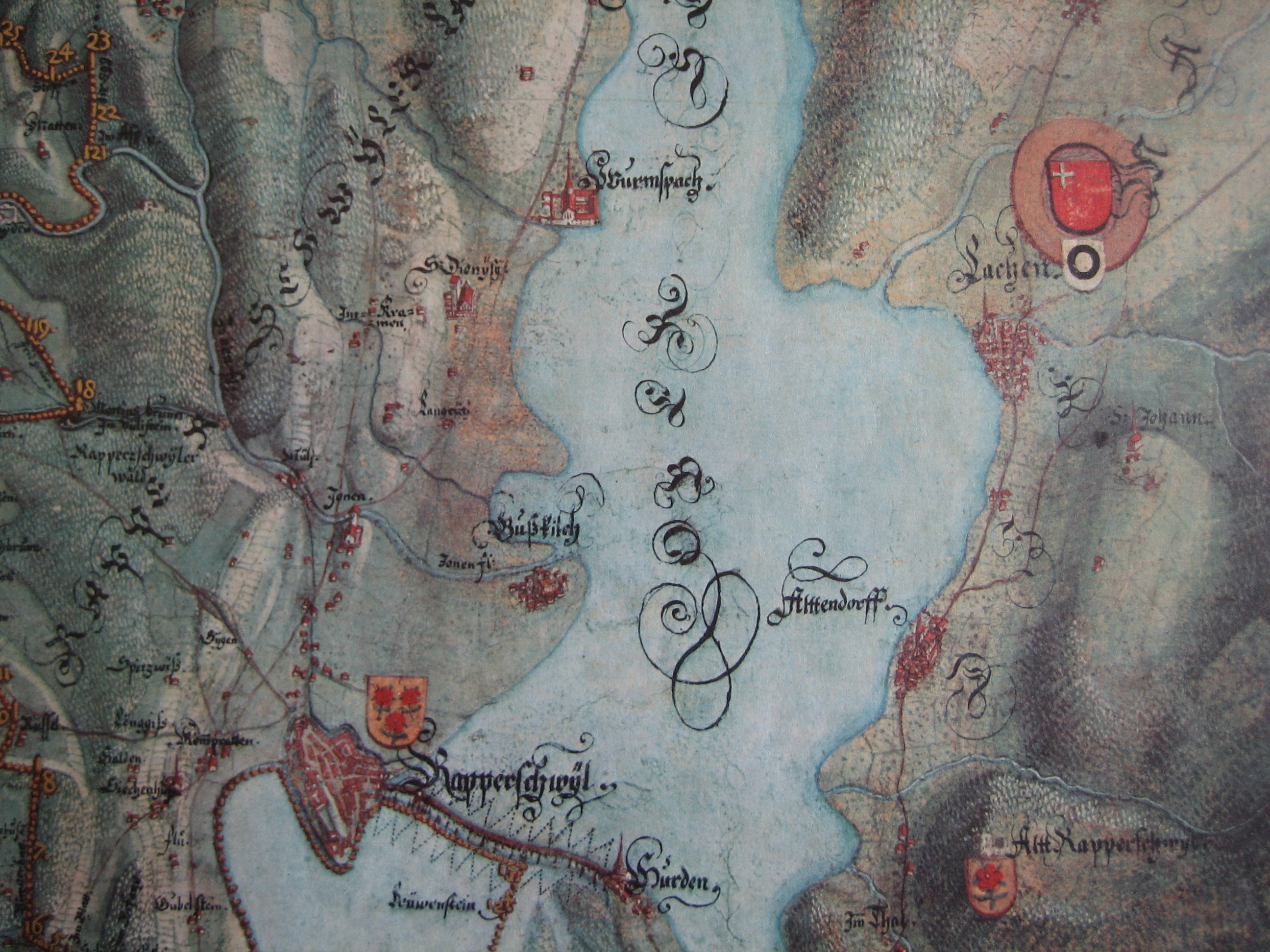
Lage Wurmsbachs auf dem Gygerplan von 1667

Der Name Wurmsbach ist alemannischen Ursprungs. Vurmheresvilari wird 775 als Weiler des Vurmari erstmals erwähnt. 854 heisst die Siedlung Vurmirrispah und 870 Wurmheresbach; der Bach des Wurmher trat an die Stelle des Weilers. Da der heutige Wurmsbach vermutlich erst der Klostergründung wegen vom nördlich gelegenen westwärts gegen St. Dionys (Jona SG) fliessenden Wagnerbach abgeleitet wurde, lässt sich vermuten, dass der Kern des Weilers Wurmsbach nicht an der Stelle des heutigen Klosters lag, sondern weiter landeinwärts bei der Kirche St. Dionys.
Der Hof Wurmsbach gehörte im 10. Jahrhundert den Vorfahren der Grafen von Rapperswil und dem Kloster St. Gallen. Bis zum 13. Jahrhundert ging der klösterliche Grundbesitz nach und nach in die Hände der Rapperswiler über; der Hof Wurmsbach erscheint in der ersten Hälfte des 13. Jahrhunderts als Verwaltungszentrum ihres dortigen Gebiets. St. Dionys wurde 1147 als Kirche der Grafen mit einer eigenen Pfarrei und einem Leutpriester erwähnt.
Bei Grabungen kam unter dem Boden des Kapitelsaals eine 90 cm dicke Mauer aus Backsteinen zum Vorschein, die in keinem Zusammenhang mit dem neuen Mauerwerk stand und von einem älteren Gebäude stammte. Kleinfunde, unter anderem eine Öllampe, ein Tonfigürchen und ein Glasfläschchen, konnten ins 13. Jahrhundert datiert werden. Es ist anzunehmen, dass die Mauerreste von der ehemaligen Burg der Grafen von Rapperswil stammen.

## Gründung

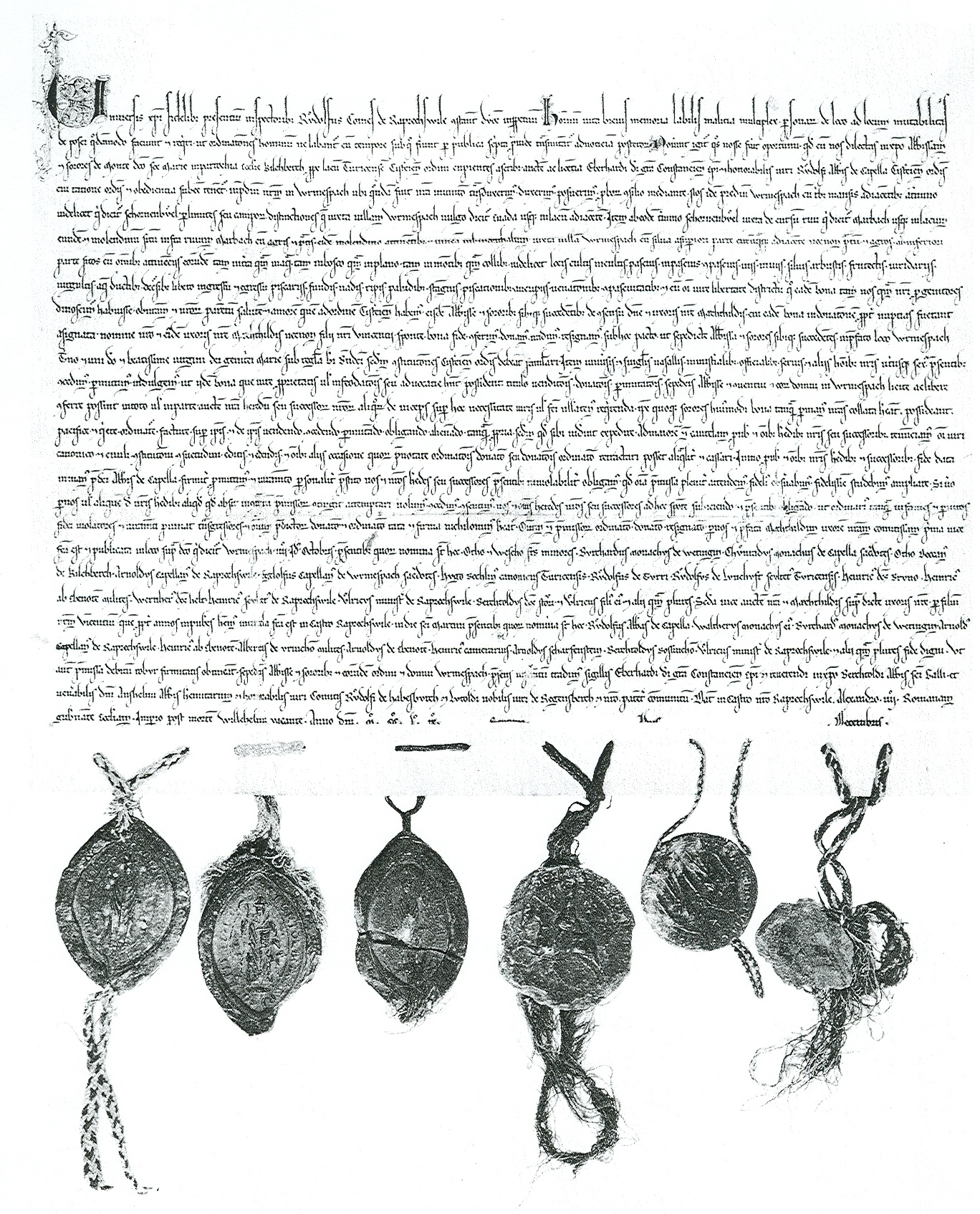
Gründungsurkunde

Gegründet wurde das Kloster Wurmsbach 1259 von Graf Rudolf IV. von Rapperswil und seiner Gemahlin Mechtild von Neifen. Rudolf wurde um 1230 als Rudolf III. von Vaz-Rapperswil geboren, als Sohn von Walter III. von Vaz und Adelheid von Rapperswil. Als Erbe der Grafschaft nannte er sich Rudolf IV. von Rapperswil. Er starb am 27. Juli 1262 und wurde aller Wahrscheinlichkeit nach im Kloster begraben. Über den Ort seiner Grablegung gibt es widersprüchliche Angaben, da ein eigentliches Grab nie gefunden wurde; anderen Angaben zufolge wurde er im Kloster Wettingen beerdigt.
Rudolfs und Mechtilds Sohn Vinzenz starb 1260 im Alter von höchstens drei Jahren und wurde in Wurmsbach begraben. Sein Grab wurde im Winter 1982 zufälligerweise beim Einbau einer Bodenheizung in einer Tiefe von 55 cm entdeckt.

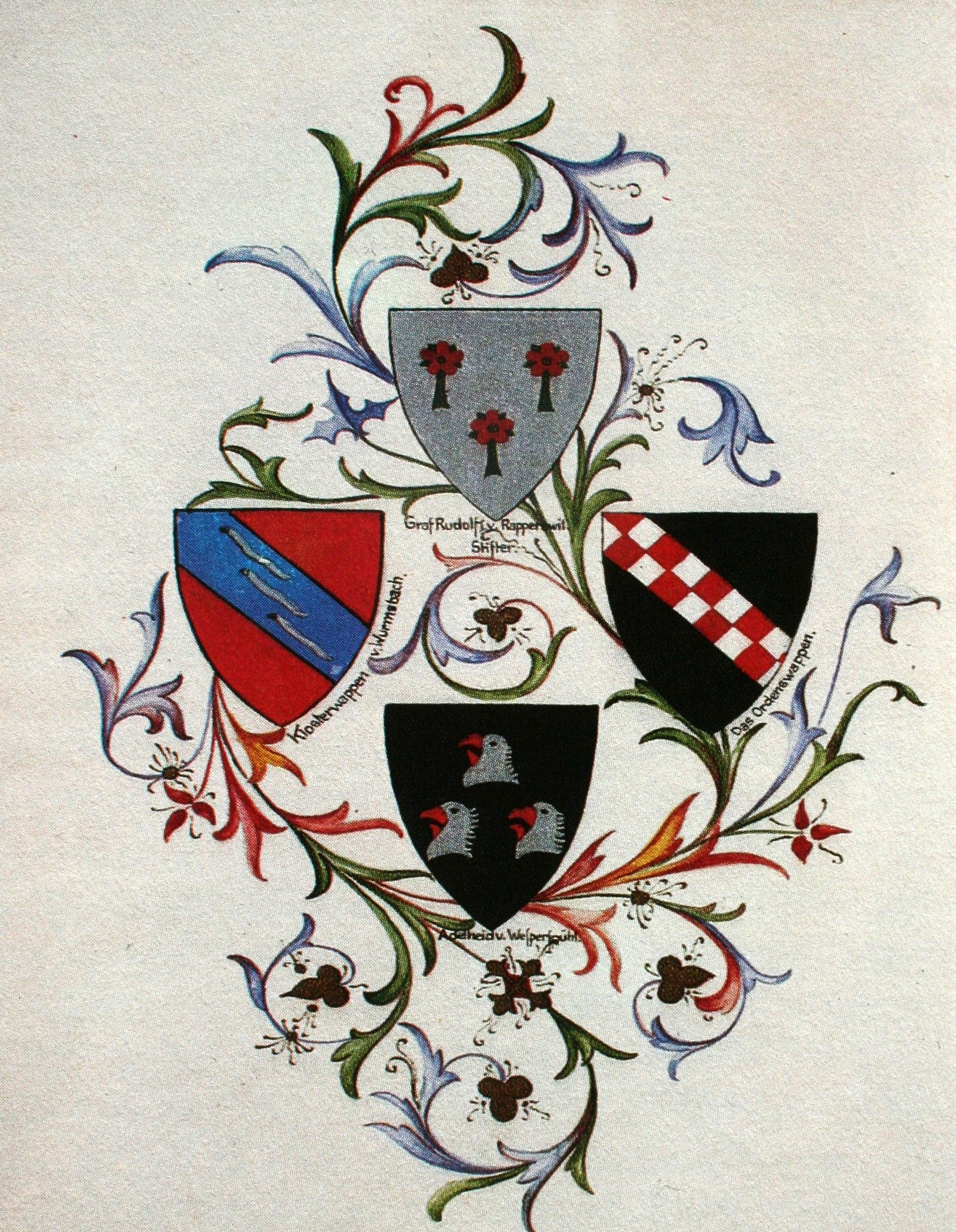
Wappen des Stifters, des Ordens, der ersten Äbtissin und des Klosters

Der eigentliche Gründungstag ist der 12. Oktober 1259. Graf Rudolf liess im Hof von Wurmsbach verkünden, dass er seine Burg sowie die umliegenden Güter den Frauen von Mariaberg «in monte Sanctae Mariae» am Albis vergabt, dies mit Einwilligung seiner Gemahlin Mechtild von Neifen und seines zweijährigen Sohnes Vinzenz. Drei Güter wurden den Frauen des Zisterzienserinnenklosters in Oberbollingen weggenommen und den Schwestern von Wurmsbach zugesprochen; am 12. Oktober 1260 wurde Oberbollingen mit 20 Mark Silber entschädigt. Der Konvent in Oberbollingen löste sich 1267 auf und der grösste Teil der Schwestern trat ins Kloster Wurmsbach über.
Im Registerbuch des Klosters findet sich zur Gründungsurkunde folgender Eintrag: «1259 VII his Decemb. in Rapprechtswyler, Graf Rudolf von Rapperswyl übergiebt sein Schloss samt allen Gütern zu Wurmsbach der Äbtissin u. Convent zu Marienberg bei Kilchberg nahe am Zürichsee, die den Cistercienser=Orden angenommen und nach Wurmsbach übersiedeln. Der Stiftbrief ist gegeben die St. Martini (=alten Calenders) und gesiegelt von Eberhard Bischof von Constanz, Berchtold Abt von St. Gallen, Anselm Abt von Einsiedeln, Graf Rudolf von Habsburg, Freiherr Lütold von Regensberg und dem Stifter selbst.»
Der Schenkung fand statt in Anwesenheit zahlreicher Zeugen: Vier Mönche, drei Priester, fünf Ritter und fünf weitere Zeugen werden namentlich genannt.
Am 11. November, dem Tag des heiligen Martin, wurde die Schenkung in der Burg Rapperswil in Gegenwart von Zeugen wiederholt. Am 7. Dezember 1259 wurde die Schenkung schriftlich bestätigt und die Urkunde ausgestellt. An der Urkunde sind die Siegel von Bischof Eberhard von Konstanz, Abt Berchthold von St. Gallen, Abt Anselm von Einsiedeln, Graf Rudolf von Habsburg, Ritter Lutolf von Regensberg und Rudolf von Rapperswil angebracht.
Die Schwestern sollen Gott nach den Regeln des heiligen Benedikt nach den Satzungen des Zisterzienserordens dienen. Die päpstliche Bestätigung durch Urban IV. erfolgte am 7. März 1262, die Urkunde wurde von elf Kardinälen unterschrieben. Wurmsbach heisst darin «Cella sancte Mariae».
Die erste Äbtissin war Adelheid von Wesperspühl. Sie ist urkundlich nicht belegbar, wird aber im Nekrologium (Totenverzeichnis) und in allen Äbtissinnenlisten aufgeführt. Sie war Vorsitzende der Schwesterngemeinschaft auf dem Albis und zog mit ihren Mitschwestern nach Wurmsbach.

«Graf Rudolf von Rapperswil ritt eines Morgens auf die Wolfsjagd nach dem oberen Zürichsee. Plötzlich sah er sich in seinem Eifer von seinen Begleitern getrennt. Da trat ein grosser Wolf aus dem Gebüsch hervor, den der Graf mit einem wohlgezielten Pfeil niederstreckte. In diesem Augenblick trat aber die Wölfin mit zwei Jungen herbei, um den Tod ihres Gefährten zu rächen. Ein hitziger Kampf entspann sich, in welchem der Graf unterlegen wäre, wenn nicht der Himmel selbst rasche Hilfe geschickt hätte: ein fürchterliches Gewitter brach los. Der Blitz schlug in den nächsten Baum und schleuderte ihn zu Boden, so dass die wilden Bestien die Flucht ergriffen.
Der Graf war bewusstlos niedergesunken. Als er sich wieder erholt hatte, besass er aber kaum noch die Kraft, sein Pferd zu besteigen. Die dunkle Nacht war hereingebrochen und kein Pfad war zu finden, kein Licht war zu sehen. Aus den Wälder ertönte schauerlich das Geheul der Wölfe. Hierauf sprach der Graf ein inniges Gebet und gelobte, an der Stelle ein Kloster zu bauen, wenn ihm aus dieser Not geholfen würde. Da, wie ein Wunder, hörte er das Rieseln eines Bächleins, ritt dem Gemurmel des Wassers nach und kam an die Seebucht, wo einige Fischerkähne lagen. Dort fand er freundliche Leute, die ihn bewirteten und schützten, bis der Morgen anbrach. Der Graf war gerettet und baute seinem Versprechen gemäss das Kloster Wurmsbach.»

## Anlage

### Die erste Kirche

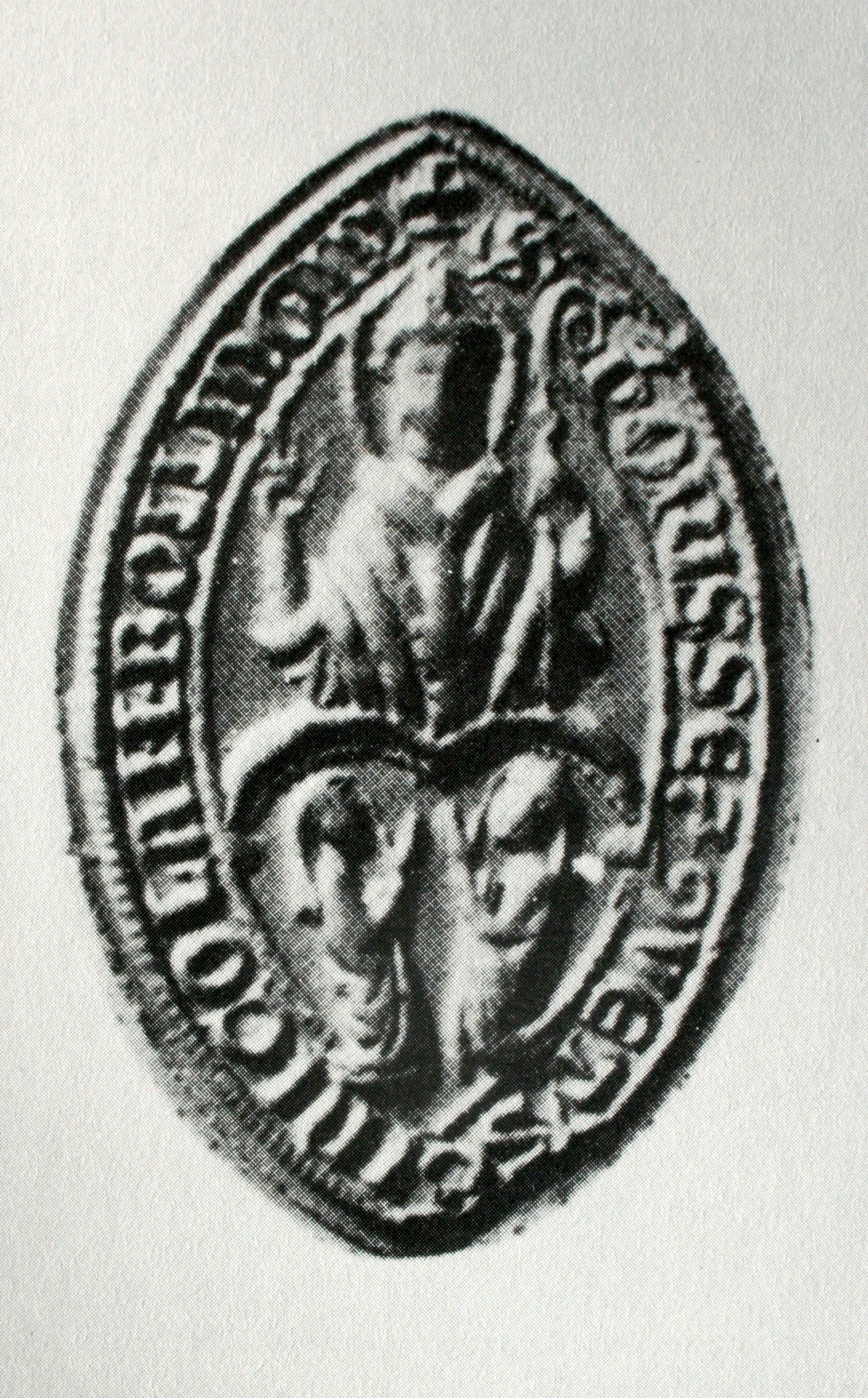
Äbtissinnensiegel an einer Urkunde von 1269

Über den ersten Bau der Klosterkirche gibt es keine Unterlagen. Sie wurde an der höchsten Stelle des Geländes im Norden errichtet. Aufgrund der Spende einer Nonne lässt sich berechnen, dass die Kirche zwischen 1270 und 1280 erbaut wurde. Sie wurde 1281 vom Titularbischof Albert von Pomesanien eingeweiht. 1369 wurde die Kirche dem Sprengel der Pfarrkirche von Busskirch zugeschlagen.
Grabungen anlässlich der Restaurierungsarbeiten von 1965 ergaben Aufschlüsse über die erste Kirche. Sie wurde als einfache Saalkirche mit geradem Chorabschluss gebaut und entsprach damit dem Typ der Kirchen der Zisterzienserinnen des 12. bis 14. Jahrhunderts. Der Chor war durch einige Stufen vom Schiff getrennt, das Chorgestühl war zweifach gestuft; Abdrücke davon wurden im Boden gefunden. Der Nonnenchor war vom restlichen Teil des Kirchenraumes durch einen Lettner getrennt, der 1866 entfernt wurde. Im Lettner führte ein Durchgang zum Krankenchor, der durch einen weiteren Lettner vom rückwärtigen Gebetsraum für Laienbrüder und -schwestern abgetrennt war.
Die West- und Südmauer der heutigen Kirche stammen grösstenteils noch von der ersten Kirche, die heutige Nordmauer steht auf deren Fundament und der heutige Chor ist in den ursprünglichen hineingebaut.

### Umbau nach der Reformation
Beim Umbau um 1600 erneuerte Äbtissin Maria Dumeisen (1591–1643) von Rapperswil die Kirche. Sie liess das östliche Drittel abbrechen, der Chor wurde verengt und gegen Osten mit den drei Seiten eines Achtecks abgeschlossen. Der Kirchenraum wurde im spätgotischen Stil gestaltet und bekam einen neuen (den heutigen) Dachstuhl. Der Laienraum im Westen wurde verkürzt und durch einen 40 cm hohen Lettner vom ebenfalls verkleinerten Nonnenchor getrennt.
Zahlreiche Bruchstücke im aufgefundenen Mauerschutt lassen darauf schliessen, dass alle Chorfenster mit Masswerk ausgestattet waren; eines davon hat sich erhalten. Es wurde 1965 freigelegt und steht heute im Chorscheitel. Auch der Turm mit einem vierseitigen Faltdach stammt bis in die Höhe des Kreuzfirstes aus diesem Umbau. 1615 bis 1620 liess Maria Dumeisen den Renaissancekreuzgang des Klosters errichten.

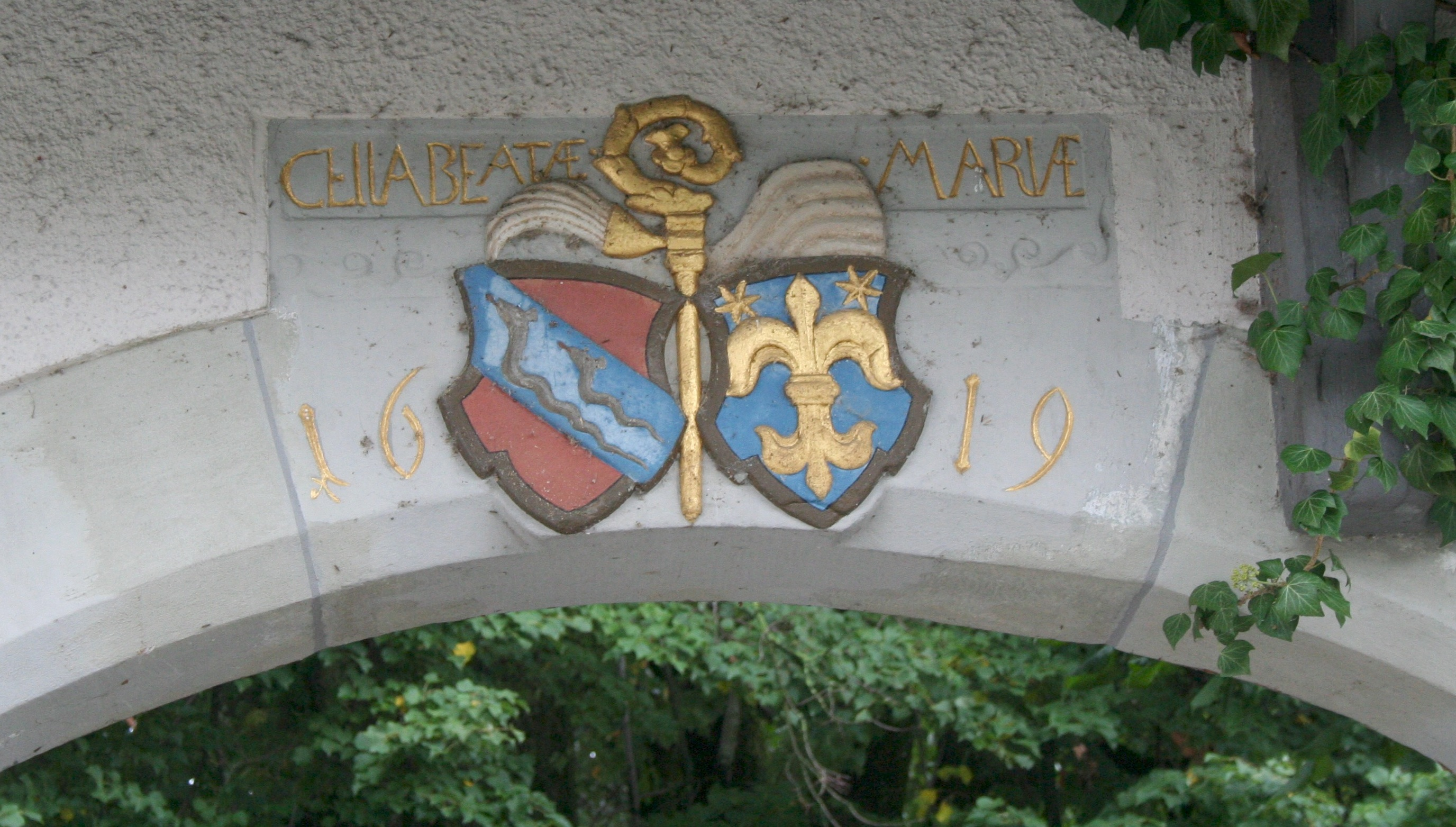
Wappen von Wurmsbach und der Äbtissin Maria Dumeisen am Tor der ehemaligen Ringmauer
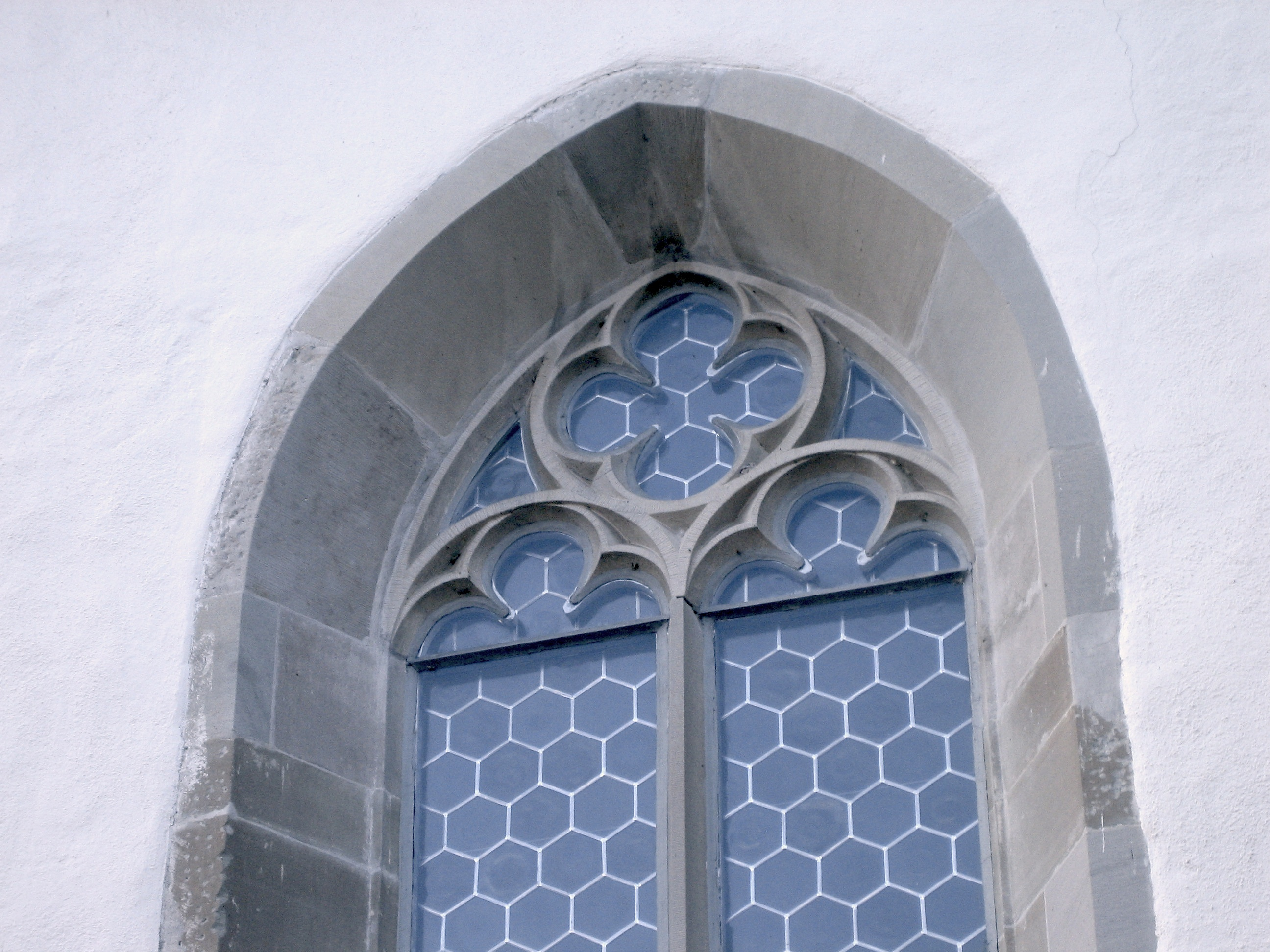
Masswerkfenster im Chorscheitel
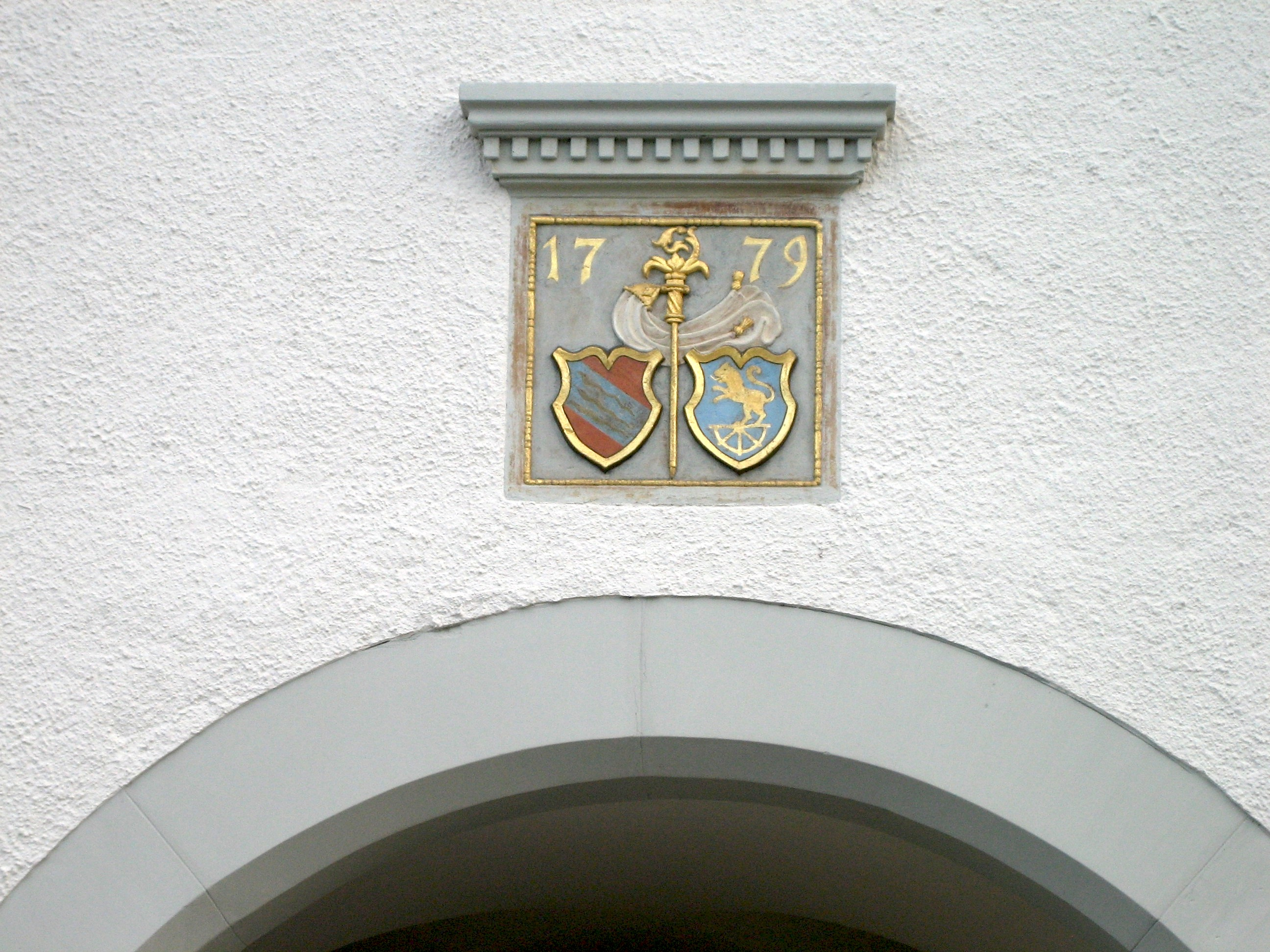
Wappen von Wurmsbach und der Äbtissin Maria Anna Müller

### Die barocke Kirche

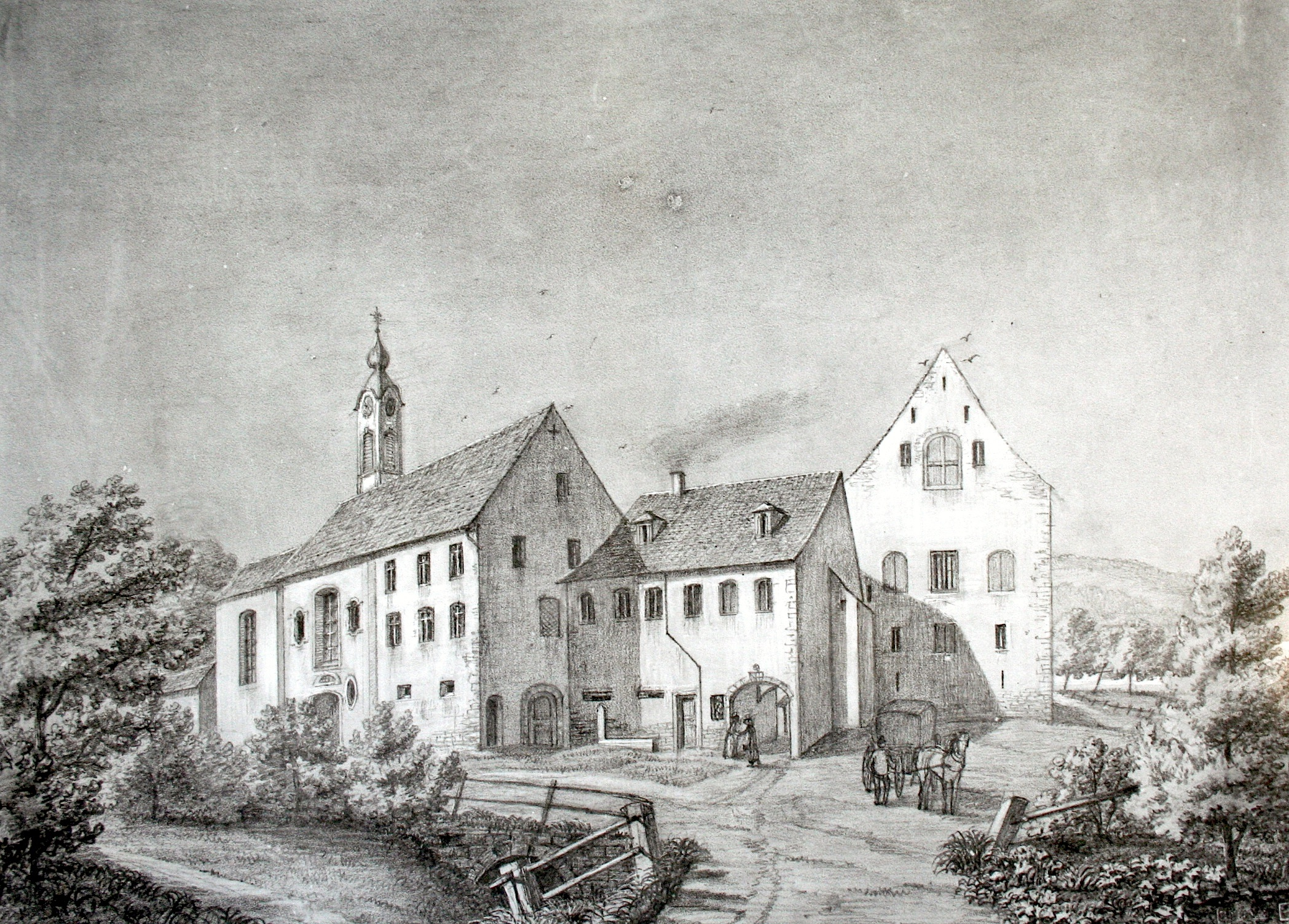
Die Kirche auf einer Zeichnung von Rudolf Rahn, 1859

Die barocke Umgestaltung der Kirche wurde um 1767 von der Äbtissin Anna Müller (1764–1788) aus Schmerikon durchgeführt. Der Nonnenchor wurde nach hinten verlegt, der Laienraum überwölbt und zum Keller umgebaut. Darüber kam der verlängerte Nonnenchor zu liegen. Auch wurden die Schiffsfenster neu angeordnet. An die Stelle des bisherigen Westportals wurde auf der Nordseite ein Portal gebaut.
Das neue Äussere der Kirche hielt 1859 Johann Rudolf Rahn auf Zeichnungen fest. Architekt der Umbauten war wohl Johann Jakob Haltiner von Altstätten, dessen Schwager Johannes Grubenmann aus Teufen 1767 das Zwiebeltürmchen auf den gotischen Turmschaft gesetzt hatte. Mit Grubenmann hatte es die Bauherrin nicht immer einfach. Sie schrieb: «Wegen dem Glockenturm habe vill ausgestanden, die Rappersweiler haben uns den Hofweibel zwei Mahl an einem Tag geschickt und uns lassen pfänden, willen wir ein Verding gehabt mit dem J. Grubenmann. Dieser hat von den Bürgern von Rapperschweil Ware bezogen und nicht bezahlt...»
Dem Umbau von 1767 ist auch die Rokoko-Stuckdecke der Kirche zu verdanken, deren verschmutzte Übermalungen der letzten Jahrhunderte entfernt wurden. Die drei grossen Deckengemälde stellen den Tempelgang Marias, die Herz-Jesu-Vision der heiligen Margareta Maria Alacoque und St. Cäcilia an der Orgel dar. Sie sind im Chor von zehn und im Schiff von elf Kartuschen umrahmt.

### Umbau 1866
Die vierte Umgestaltung der Kirche erfolgte unter der zweiten Schmerikoner Äbtissin, Maria Aloisia Coelestina Müller (1839–1888). Baumeister dieser Umbauten war der Rapperswiler Anton Winiger. Wohl durch die Eröffnung der Schule 1843 war die Kirche zu klein geworden, der vordere Lettner wurde abgebrochen und der Nonnenchor wurde auf eine westliche Empore verlegt. Neue Türen und Fenster wurden ausgebrochen, die barocken Fenster durch die noch heute bestehenden Rundbogenfenster ersetzt und das Fenster im Chorscheitel zugedeckt. Teilweise wurden die Deckengemälde übermalt oder mit Leinwand zugeklebt.
Auf den Rat des Wettinger Abtes Martin Reimann liess die Äbtissin eine Kanzel und drei Altäre mit je zwei Statuen des Bildhauers Georg Lang erstellen. Mit der barocken Ausstattung wurde auch die Orgel entfernt; eine neue wurde 1867 zum Preis von 5322 Schweizer Franken durch Martin Braun & Sohn aus Spaichingen in Württemberg geliefert.

### Renovation 1895
Diese Innenrenovation fand unter der Leitung der Äbtissin Margareta Brunner (1888–1905) statt und blieb bis 1965 unverändert. Die Aufsicht führte Pater Albert Kuhn (1839–1929) aus dem Kloster Einsiedeln, der die neuromanischen Änderungen von 1866 «weder passend noch qualitätvoll fand, alles sei den Formen und Motiven des Rokokos zu entlehnen». Der Innenraum der Kirche wurde im Stil des Neurokokos nach Entwürfen von François Cuvilier (1695–1795) in München umgestaltet. Von dieser Rokokoherrlichkeit hat sich nur das Sakristeiportal erhalten.

### Umbau 1965/1966
Das Äussere der Kirche, wie es sich seit 1866 zeigte, blieb weitgehend unverändert. In der Chorfront wurde das nachgotische Masswerkfenster freigelegt, auf der Südseite wurde ein viertes Fenster ausgebrochen und das Zwiebeltürmchen erneuert. Das Innere wurde vollständig ausgeräumt, der alte Westeingang wieder geöffnet. Unter anderem wurden die drei alten Holzaltäre entfernt und zwei neue Sandsteinaltäre erstellt, neue Glasfenster angefertigt, ein neuer Boden aus Sandsteinplatten gelegt und von Ferdinand Thoma aus dem benachbarten Jona ein neues helles Chorgestühl aus Ulmenholz gebaut. An den hellen Wänden stehen drei restaurierte Plastiken aus dem 16. Jahrhundert. Eine davon, eine trauernde Muttergottes, wurde während des Bildersturmes der Reformationszeit um 1530 in einer Gemeinde am Zürichsee in den See geworfen und bei Wurmsbach an Land geschwemmt. Die Nonnen holten sie mit ihrer Äbtissin Elisabeth Jäckli (1514–1566) aus dem Wasser und brachten sie in einer Prozession ins Kloster.

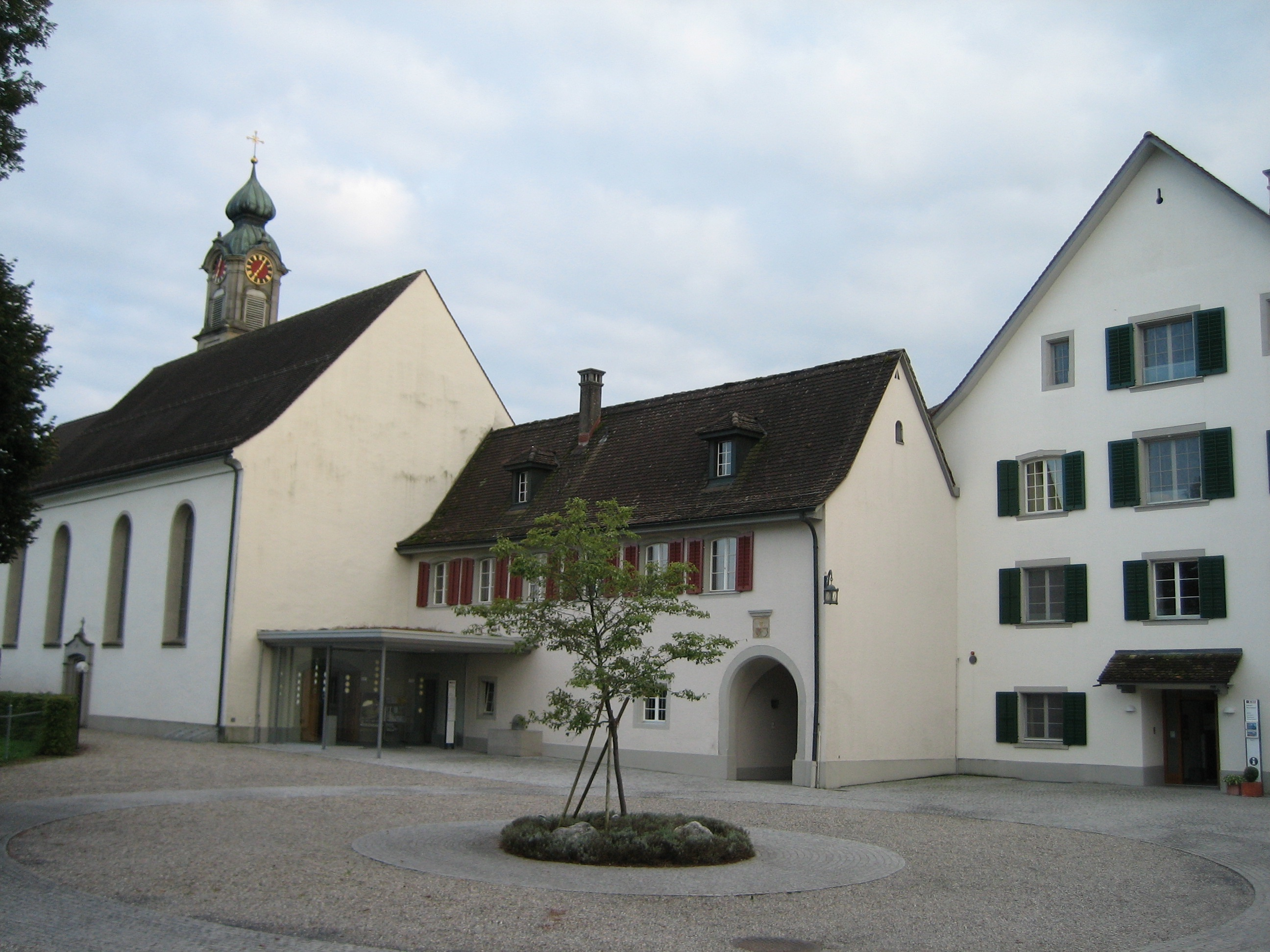
Vorplatz mit Kirche, Abtei und Lichthof, ehem. Gästehaus
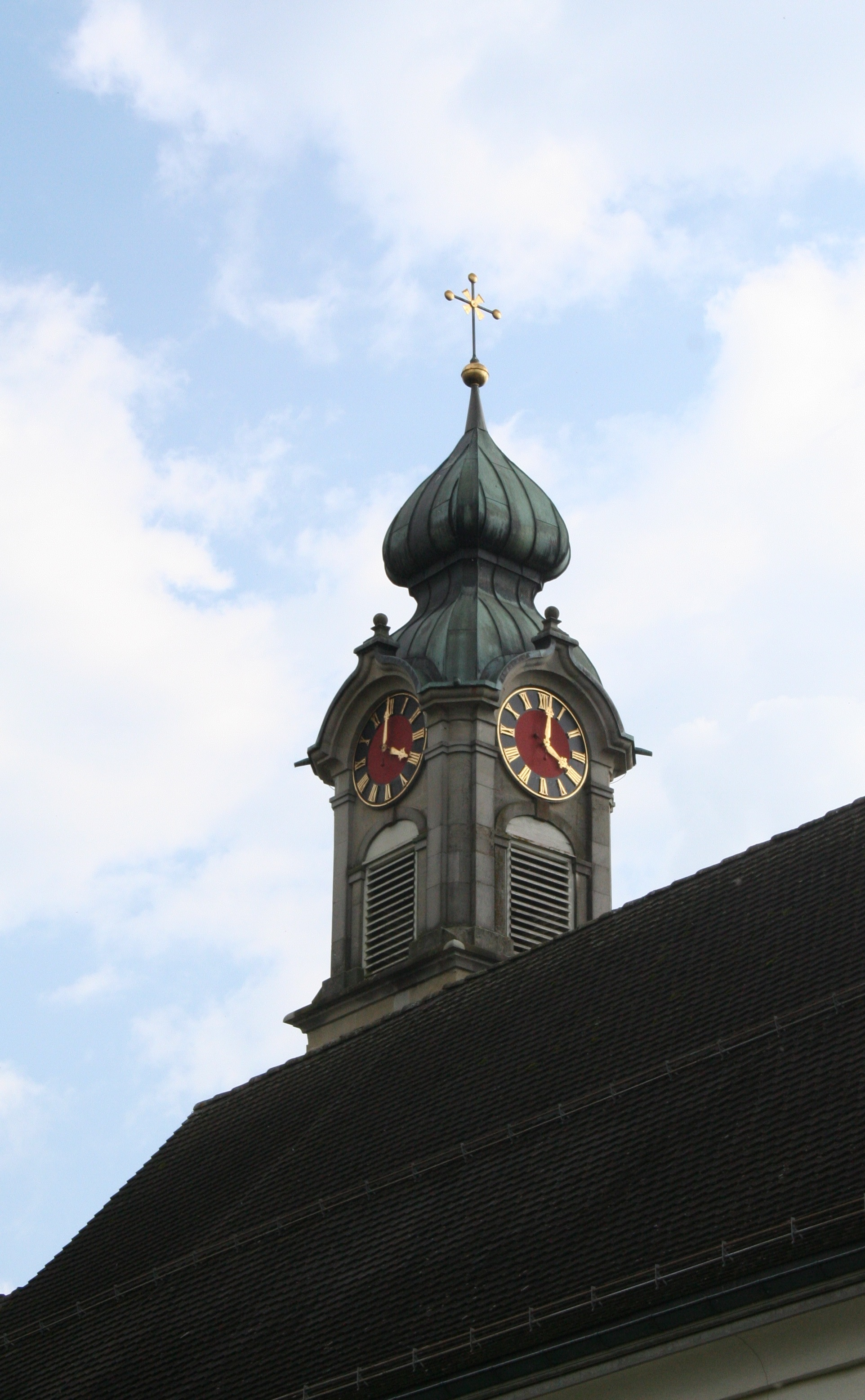
Glockenturm
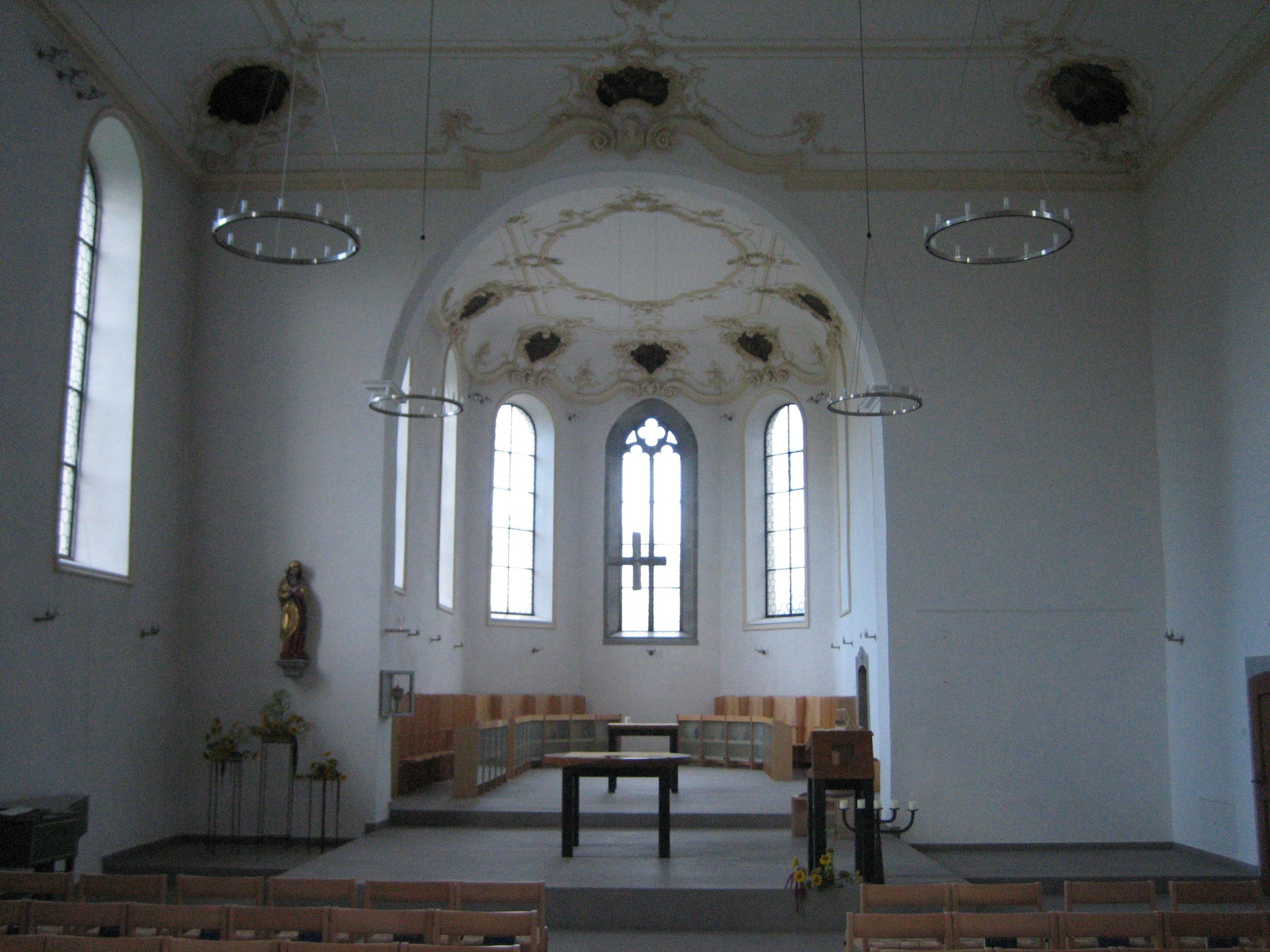
Kirche nach dem Umbau von 2003
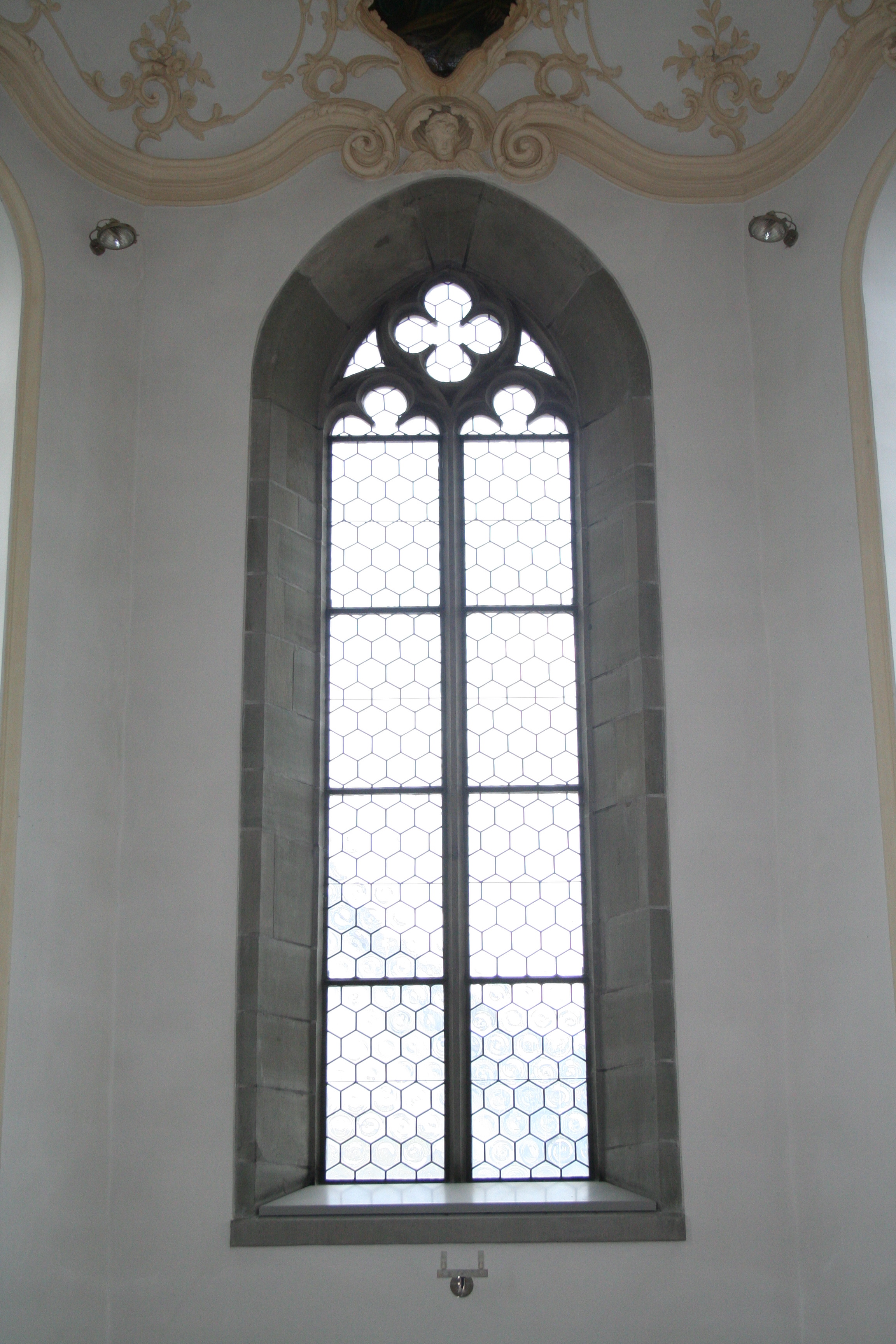
Masswerkfenster im Chorscheitel
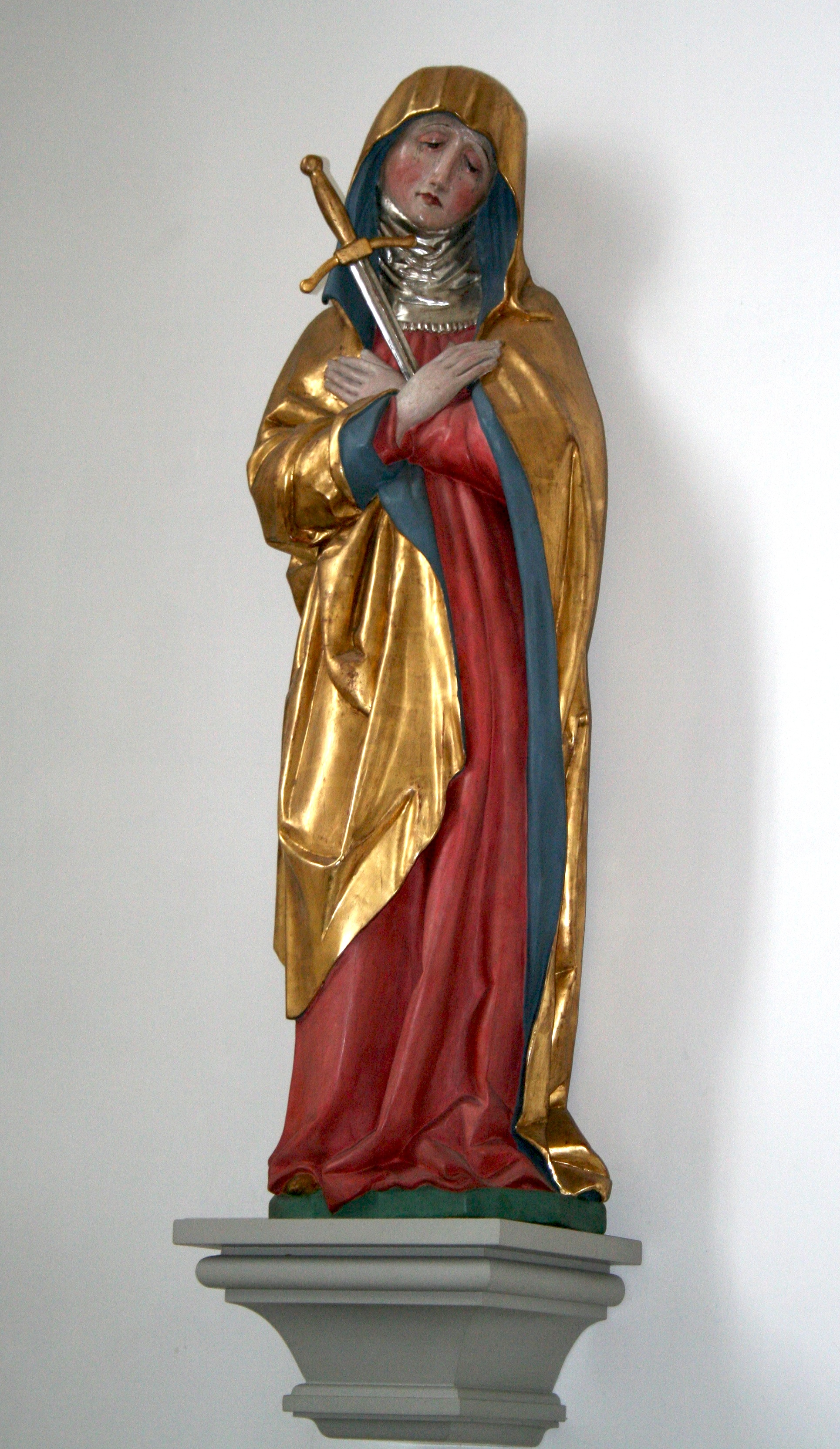
Bei Wurmsbach an Land geschwemmte Madonna

### Umbau 2003
Die unansehnlich gewordene Kirche wurde von Januar bis Dezember 2003 renoviert und umgebaut. Die Architekten waren Max Ziegler aus Rapperswil und Otto Schärli aus Luzern; für die Gestaltung des Innenraums war Josef Caminada zuständig, Goldschmied und Eisenplastiker aus Vrin. Da der Kirchenraum an manchen Sonntagen zu klein war für die zahlreichen Besucher, wurde der bisher im hinteren Teil des Kirchenschiffes gelegene Schwesternchor in den eigentlichen Chorraum verlegt und gegen das Schiff hin erweitert; ein neuer Altar bildet nun das Zentrum des Kirchenraumes. Zudem ersetzten Stühle die bisherigen Bänke, was eine grössere Flexibilität in der Gestaltung der Gottesdienste ermöglicht. Zwischen den beiden Eingängen steht etwas erhöht eine neue Orgel von Metzler Orgelbau. In einem alten Kellergewölbe wurde ein Gebetsraum eingerichtet. Auch die Sakristei wurde neu gestaltet; sie ist vom Chor und vom Schiff her zugänglich. Die barocke Decke und der Bodenbelag in einheimischem Sandstein aus Bollingen wurden beibehalten. Vor der Kirche wurde der Platz neu gestaltet und um den Eingang ein gläserner Vorraum errichtet.

### Glocken
Während der Belagerung von Rapperwil im Ersten Villmergerkrieg wurden 1656 drei grosse und eine kleine Glocke von den Zürchern abgeführt, später aber wieder zurückgegeben, darunter wohl zwei 1606 von Peter Füssli in Zürich gegossene. 1718 schlug ein Blitz in den Turm ein und brachte alle Glocken zum Schmelzen. Als Bürgerin Zürichs erhielt die Äbtissin Klara Helbling vom Rat der Stadt 100 Pfund an den Schaden sowie den Erlass einer Schuld. Das heutige Geläut besteht aus drei Glocken.

### Grabmäler
Bis 1906 glich der niedrige Kapitelsaal eher einem Keller. Um Höhe zu gewinnen, wurde einen Meter in die Tiefe gegraben. Die Gebeine der Äbtissinnen und die Grabplatten wurden in die Friedhofshalle verbracht. Im Kapitelsaal erinnert eine Kopie an den Gründer. Auf einer der Sandsteinplatten (175 × 55 cm) finden sich übereinander die Wappenreliefs der Grafen von Rapperswil mit den drei gestielten Rosen und die drei Hifthörner der von Neifen. Die Inschrift am Kopf lautet: «ANNO DMI MCCLXII VI. K(alendas) AUGUSTI O(biit) RUDOLFUS FUND(ator)» (Im Jahr 1262 am 27. Juli starb Rudolf, der Gründer). Eine zweite Sandsteinplatte zeigt ein Relief eines Äbtissinnenstabs, Inschriften und Wappen sind nicht lesbar. Eventuell handelt es sich um die Grabplatte der ersten Äbtissin Adelheid von Wesperspühl († vermutlich 1266). Weiter haben sich drei weitere Platten der Äbtissinnen Anna Müller von Schmerikon, Aloisia Crescentia Schmid und von Maria Josepha († 1839).

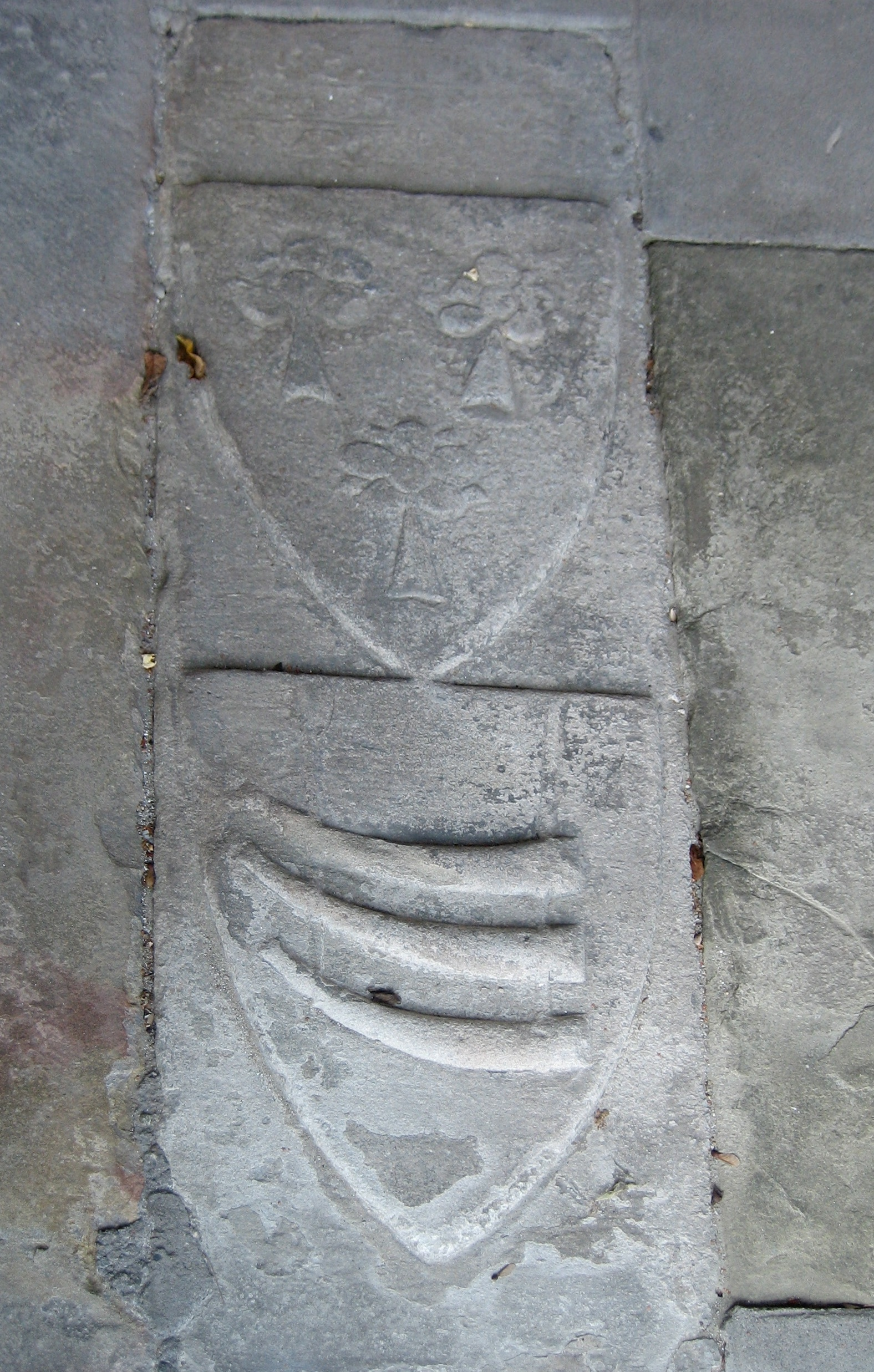
Grabplatte von Rudolf IV. von Rapperswil
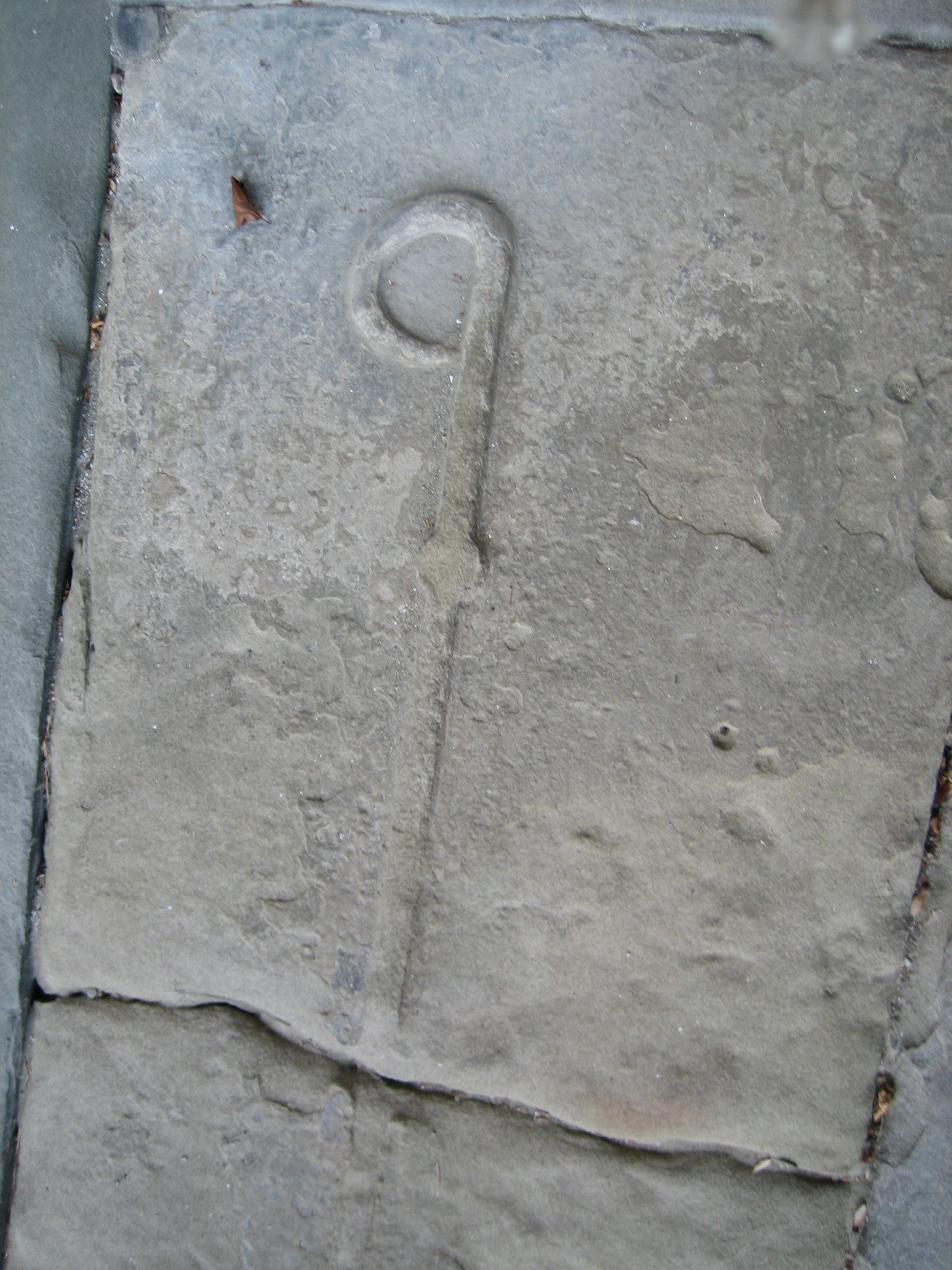
Grabplatte mit Äbtissinnenstab, ev. von Adelheid von Wesperspühl

## Klostergebäude

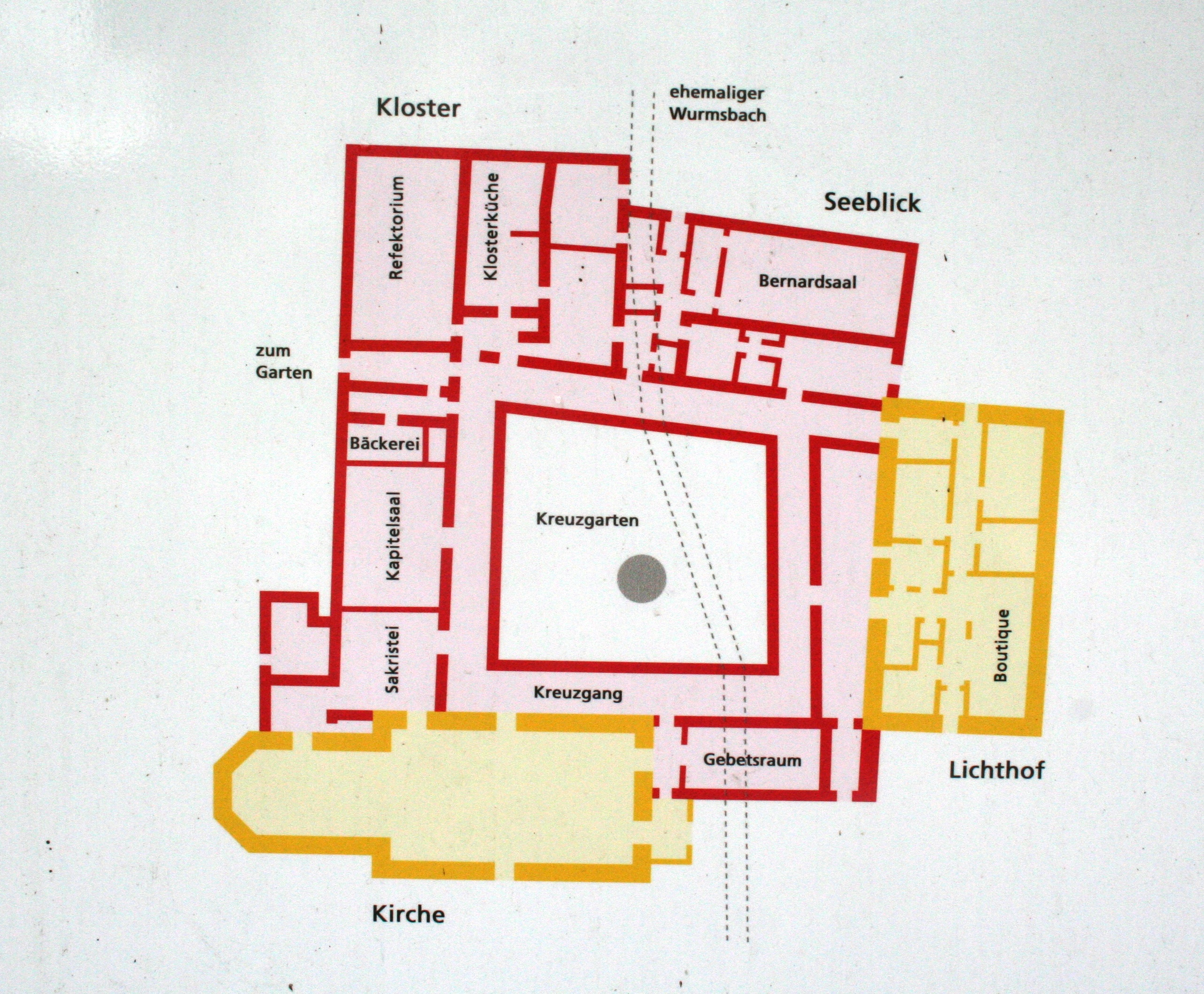
Übersichtsplan

Bei den Zisterziensern bildet der Kreuzgang das Zentrum der Klosteranlage. Dieser Vorschrift entspricht auch die Anlage von Wurmsbach; sie geht im Fundament auf den ersten Bauplan aus dem 13. Jahrhundert zurück. Die Gebäude des Klostergevierts umgeben heute einen geschlossenen Kreuzgang, der vom heute zugedeckten Mühlebach durchflossen wird.
Die Gebäude aus dem Besitz des Stifters Rudolf von Rapperswil dürften bis ins 16. Jahrhundert bestanden haben. Umfassende Neubauten liess erst Äbtissin Dorothea Vetterli (1574–1581) errichten: 1578 erbaute sie an der Stelle eines älteren Gebäudes das Refektorium und 1588 das Gästehaus. An dieser Stelle soll der Wehrturm der ehemaligen Burganlage gestanden haben.
Unter Äbtissin Maria Dumeisen (1591–1643) wurden die Bauarbeiten fortgeführt. 1612 entstanden ein neuer Äbtissinnentrakt und wenig später ein neuer Kreuzgang. In ihrem Nekrologium heisst es an ihrem Todestag, dem 3. Januar 1643, sie habe «52 Jahr diesem Gottshauß wohl vorgestanden und mit vill nuwes gebauwen vermehret und gezieret.» 1666 liess Humbelina Brock (1659–1673) im ersten Stock des Gästesaals einen Empfangssaal einbauen. Unter Anna Müller (1764–1788) wurde der zweite Stock des Gästehauses gebaut. Ihre Nachfolgerin Rosa Romana Schleuniger (1788–1806) liess den Konventstrakt umbauen und den Dachstuhl der Abtei erneuern. 1817 wurde auf der Ostseite des Klosters ein französischer Garten angelegt und mit einer Mauer umgeben.
Unter Margareta Brunner (1888–1905) wurden zahlreiche historisierende Änderungen im Stil der Neugotik und Neuromanik vorgenommen, welche das Aussehen des Gebäudes stark veränderten; so wurde der Kreuzgang erweitert und die Pforte umgestaltet. 1953 wurde unter Felix Schmid das Refektorium erneuert.
Der Kreuzgang ist charakterisiert durch die heute verglasten rundbogigen Doppelfenster, die offenbar in die Bauzeit um 1610–1620 zurückreichen. Die gegen den Garten gelegenen Mauern stammen aus dem Neubau der Äbtissin Maria Dumeisen zu Beginn des 17. Jahrhunderts. Die Fundamente, sofern sie nicht durch Beton ersetzt worden sind, gehen auf die romanische Zeit zurück.

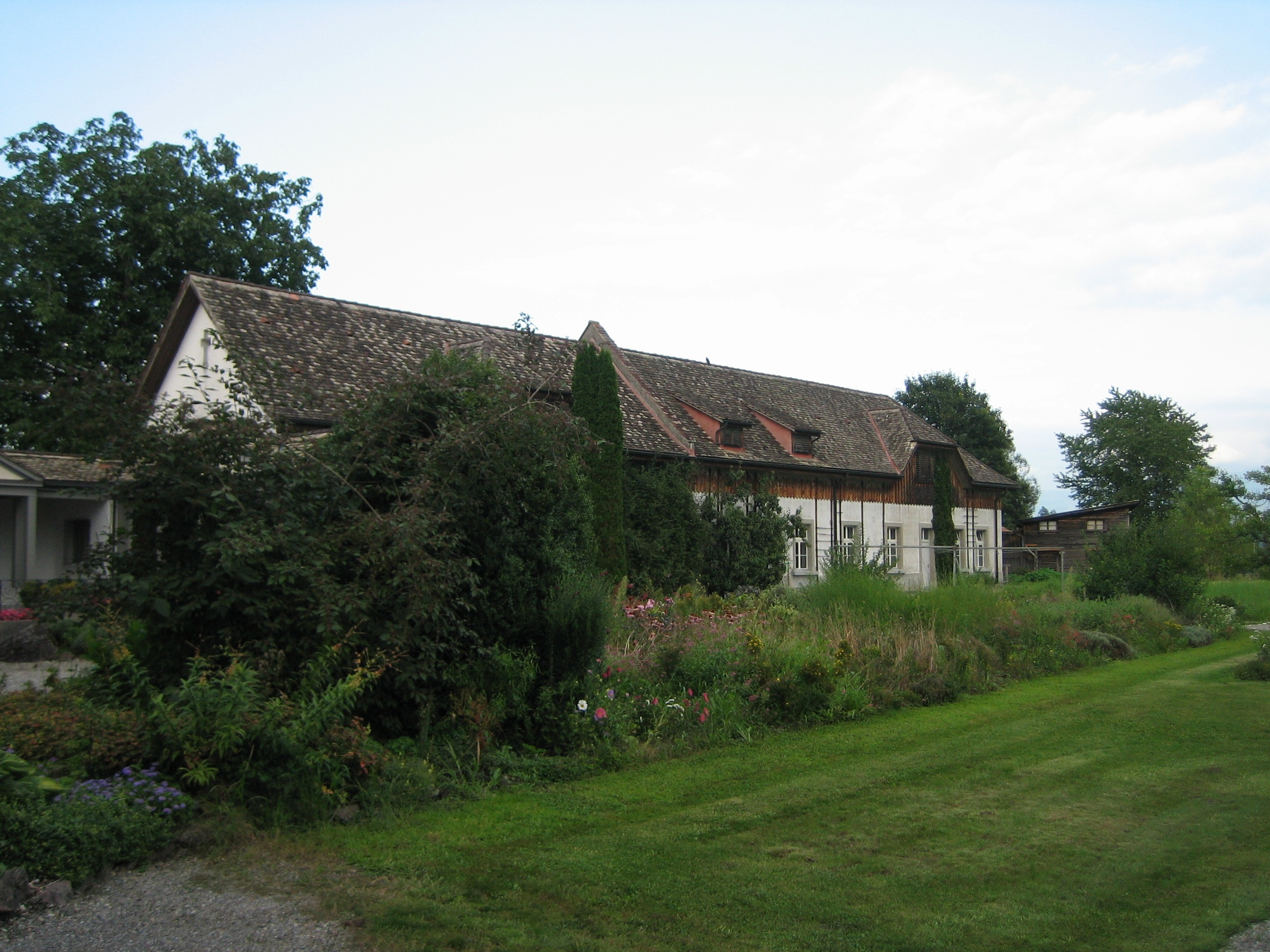
Garten und Wäschehaus
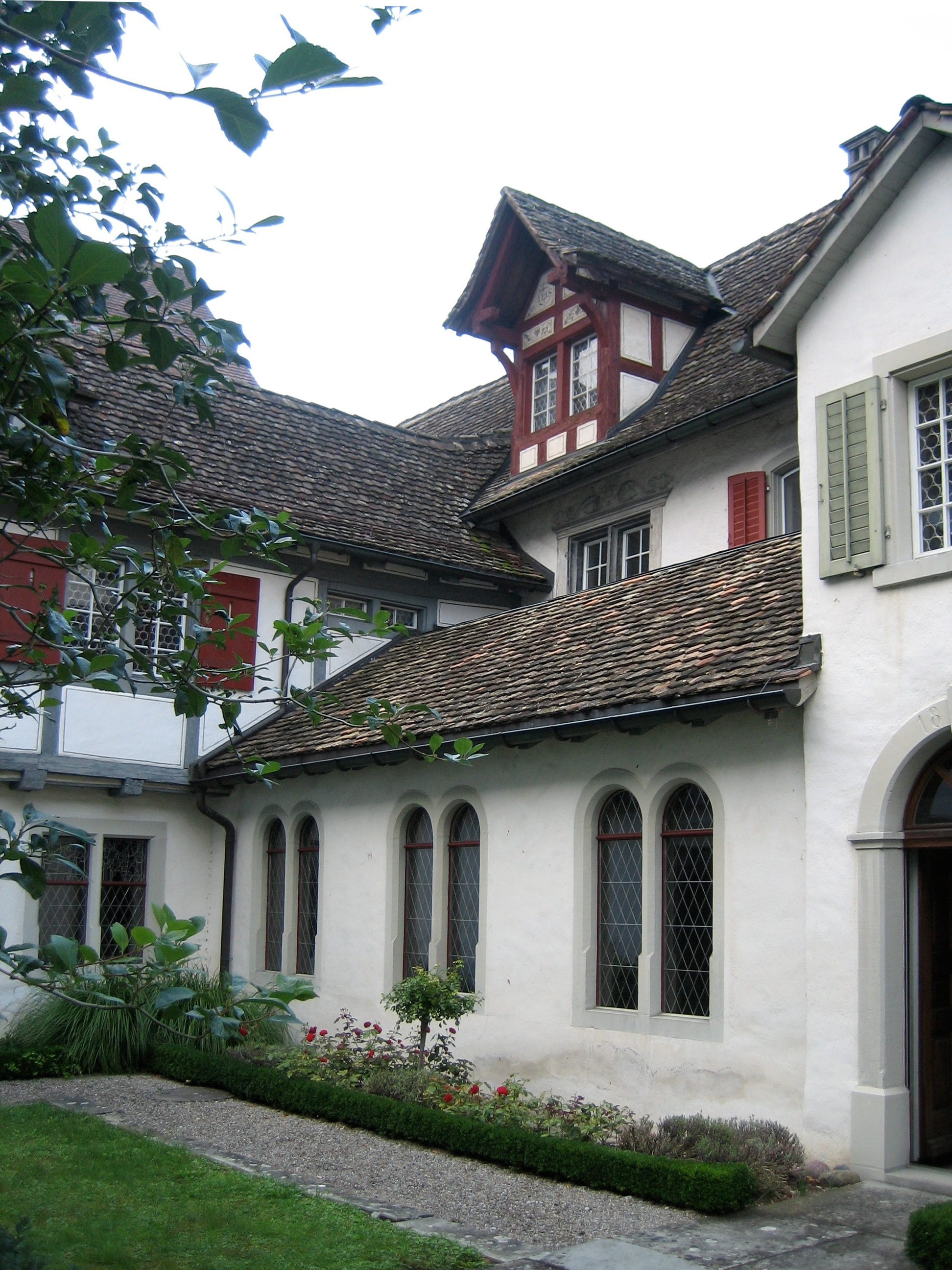
Innenhof. Rechts die ursprünglichen Doppelfenster. Lukarne von 1612
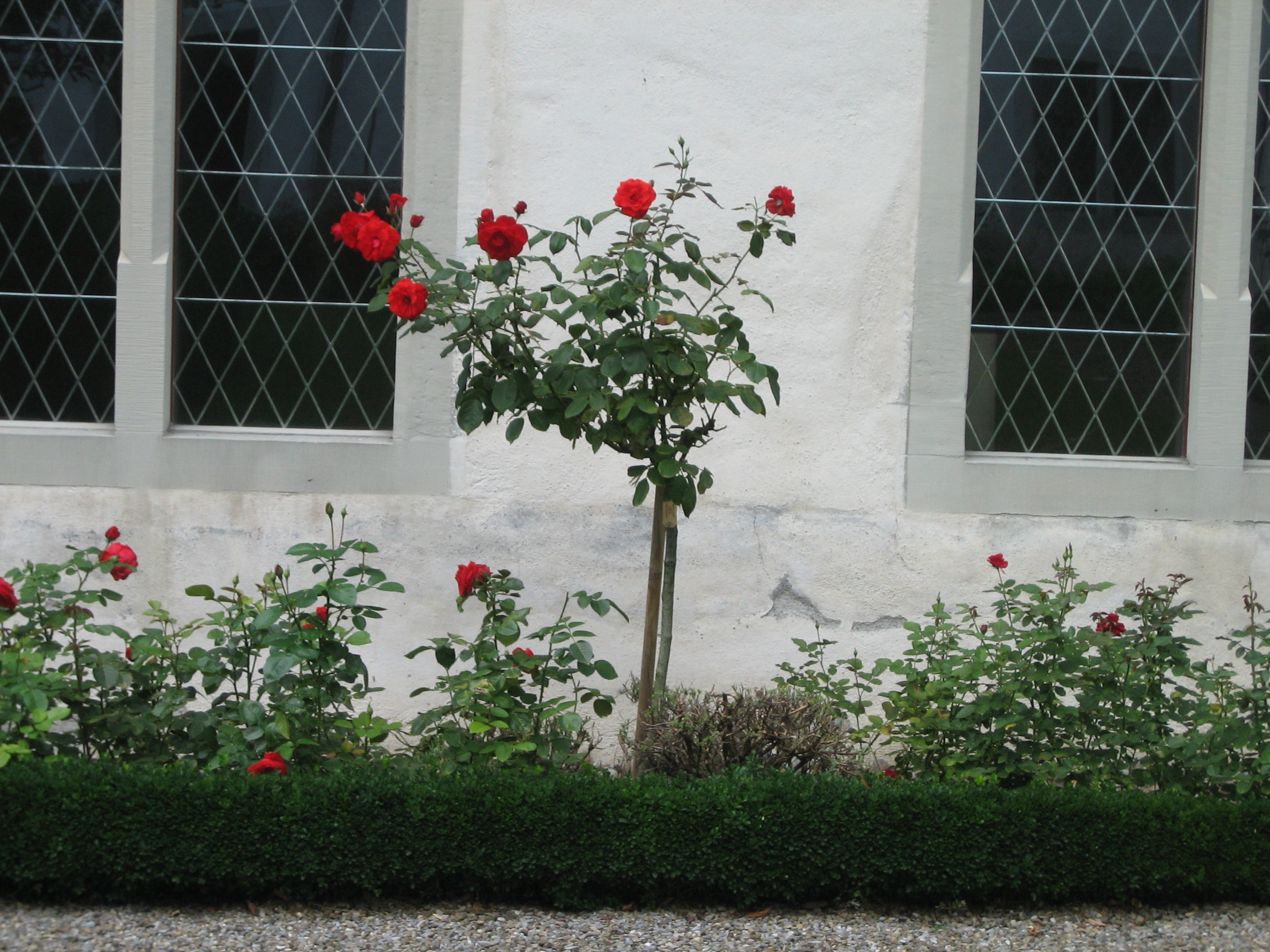
Rosenstrauch im Garten des Kreuzhofes
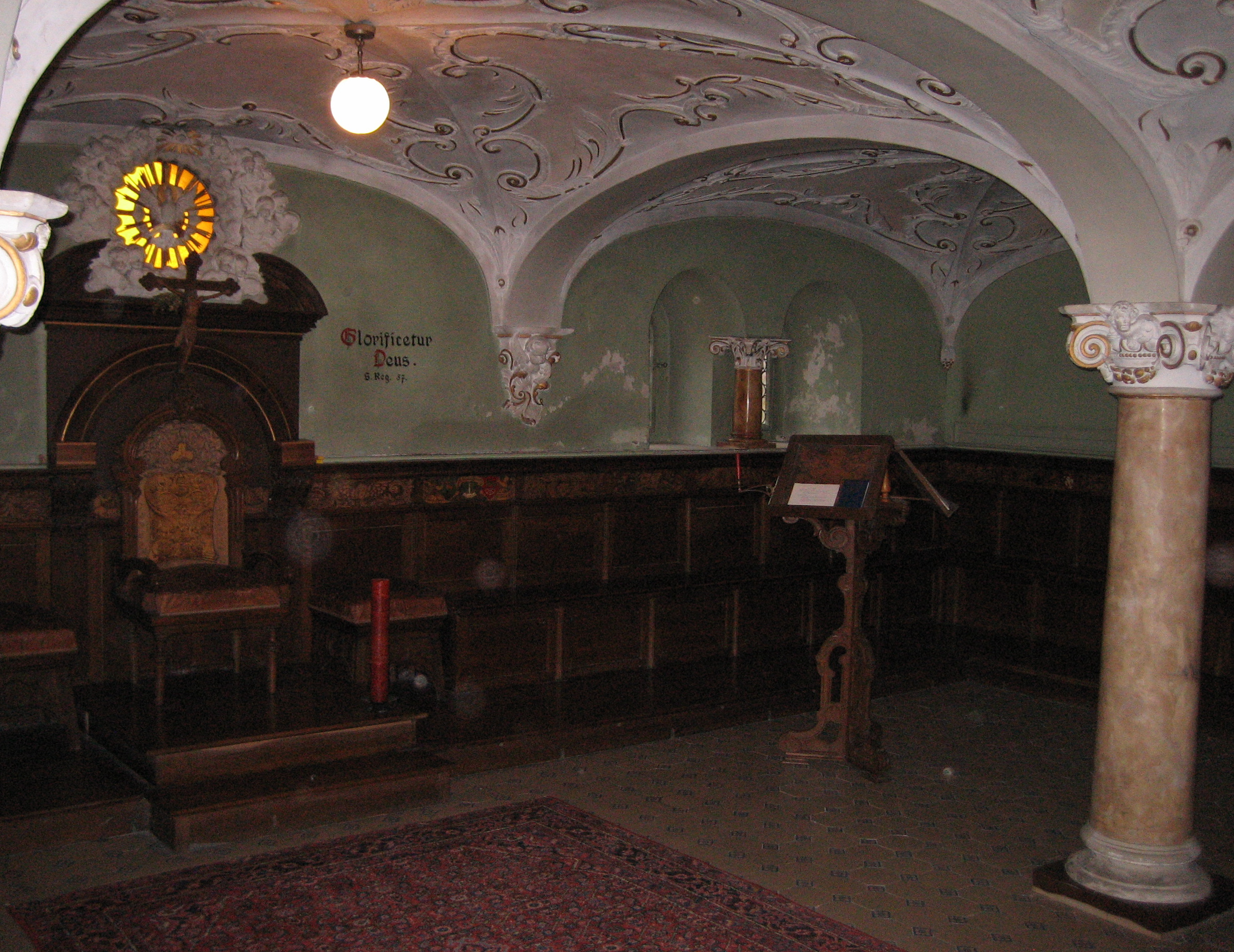
Kapitelsaal
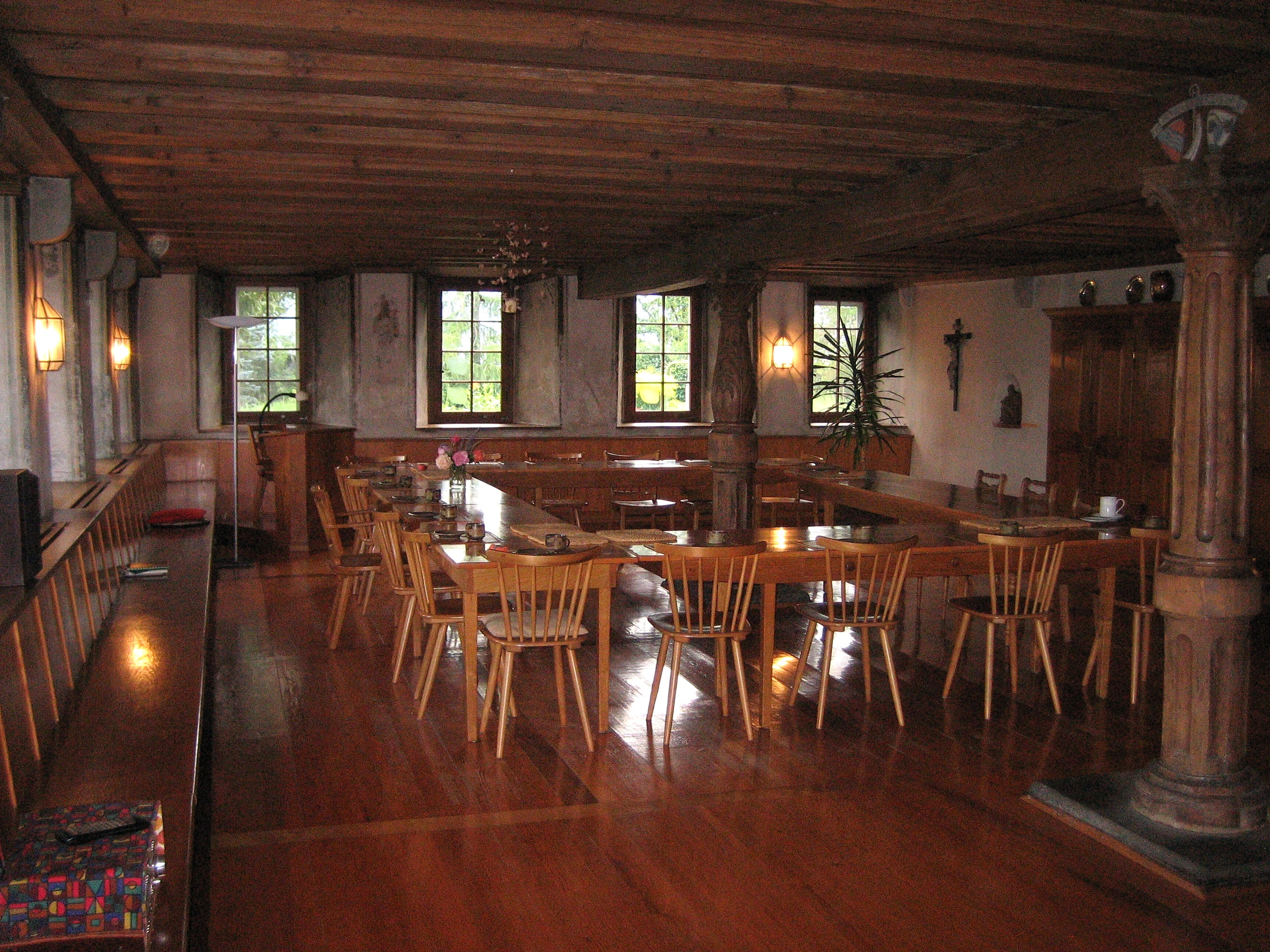
Refektorium

Bis in die 1980er Jahre floss im Garten der offene Mühlebach in einem Kanal aus Sandstein; auf der Südseite ermöglichten Stufen den Zugang zum Wasser. Um der Rattenplage Herr zu werden, wurde er in Röhren verlegt und zugedeckt. Als typischer Bestandteil eines Zisterzienserklosters steht zumindest seit jüngerer Zeit ein Brunnen im Garten.
Der Kapitelsaal liegt im Erdgeschoss des östlichen Konventsgebäudes, dem ältesten Teil des Klosters. Der kellerartige Raum weist ähnlich rundbogige Fenster auf wie der Kreuzgang. Als Stütze für die flache Balkendecke stand in der Mitte des Raumes ein Holzpfeiler. Im Kapitelsaal hatten bis 1600 die Äbtissinnen ihre Grablege. 1906 baute August Hardegger den Kapitelsaal im Rokokostil um.
Das Refektorium ist ein länglicher Saal mit drei südlichen und sechs östlichen Rechteckfenstern. Die Balkendecke wird von einem Längsunterzug unterfangen, der wird durch zwei hölzerne Renaissancesäulen getragen wird. Die Säulen stehen auf Mauerresten aus vorklösterlicher Zeit.
Das Gästehaus entstand 1588; das Datum findet sich in einem Steinmetzzeichen im Scheitel des Sandsteinportals am nordöstlichen Eingang. Das grosse Sprechzimmer war 1666 zu einem festlichen Saal umgebaut und 1965 renoviert worden.
Der Konvent ist zusammen mit dem Kapitelsaal und dem Refektorium im Zeitraum Sommer 2010 bis Frühjahr 2011 umfassend renoviert worden.

## Gräber
Anlässlich der baulichen Erneuerung des Kreuzgangs und des Einbaus einer Bodenheizung im Januar und Februar 1982 stiess man auf vier Grabstätten, obwohl bei den Zisterziensern die Grablege im Kreuzgang nur in Ausnahmefällen und wohl erst ab dem 15. Jahrhundert gestattet war. Die Regeln bestimmten, dass die Äbte im Kapitelsaal und die übrigen Klosterangehörigen auf dem Friedhof östlich der Kirche zu bestatten waren. Die Grabfunde bestätigten eine vorklösterliche Besiedlung aus der ersten Hälfte des 13. Jahrhunderts.
Die vier Grabstellen lagen in der Nähe der Kirche im Nord- und Ostflügel. In den Gräbern A und C an der Südmauer des Nordflügels fanden Mehrfachbestattungen statt, in den Gräbern B (vor dem Eingang zum Kapitelsaal) und D (in der Nordostecke lag) nur ein Toter. Die Gräber A, B und C wurden nach der Bestandesaufnahme wieder zugedeckt. Da Grab D den baulichen Veränderungen zum Opfer fiel, wurde das Skelett herausgenommen und untersucht.
In Grab A fanden sich in rund einem Meter Tiefe Reste eines 180 cm langen und ca. 40 cm breiten Sarges, dessen vermodertes Holz leicht zu erkennen war. Darin lag das ost-west orientierte Skelett einer ca. 155 cm grossen, noch nicht 30-jährigen Frau. Spuren von Stoff lassen darauf schliessen, dass die Tote in einem Kleid bestattet wurde. Zudem fanden sich Reste von mindestens zwei Frauen.
Auch Grab B war das Grab einer Frau, sie lag in etwa 110 cm Tiefe in einem hölzernen Sarg. Die Tote war 160 cm gross und ca. 40 bis 50 Jahre alt. Auffallend waren in der Grabfüllung die zahlreichen verrosteten Eisenkügelchen, die zur Verzierung einer Decke gedient haben könnten.
In Grab C fanden sich in gleicher Tiefe in einem Holzsarg die Reste einer etwa 45-jährigen Frau. In der Grabauffüllung fanden sich Knochenreste von mindestens zwei Frauen und einem etwa 60-jährigen Mann.
Das bemerkenswerteste Grab war das Grab D. Es wurde entdeckt, als beim Aushub für die Bodenheizung die grossen Sandsteinplatten entfernt wurden. Dabei kam in der Lücke zwischen zwei Steinen das Skelett eines kleinen Kindes zum Vorschein, das in etwa 55 cm Tiefe auf dem gewachsenen Boden lag. Das Kind lag auf der rechten Seite, hatte die Beine etwas angezogen und die Arme etwas angewinkelt. Von einem Sarg fand sich nicht die geringste Spur. Die anthropologische Untersuchung ergab, dass es sich um das Skelett eines etwa zweijährigen Kindes handelte. Das ausgebildete Milchzahngebiss spricht für ein Alter von gegen drei Jahre, die Länge des Schienbeins und der Speiche sprechen für ein Alter von ca. 18 Monaten. Knochen des Schenkelhalses und einiger Wirbel zeigten durch die freigelegte Spongiosa eine krankhafte Veränderung. Ursache könnte Vitaminmangel gewesen sein, der Wachstumsstörungen bewirkte.
In der Stiftungsurkunde vom 7. Dezember 1259 wird neben Graf Rudolf von Rapperswil und seiner Frau Mechtild von Neifen auch ihr Sohn Vinzenz als Stifter genannt, der im frühesten Kindesalter starb. Er soll, wie sein Vater, in Wurmsbach beigesetzt worden sein. Als Kind der Stifterfamilie wurde es an einem ausgewählten Ort im Kloster begraben. Deshalb ist denkbar, dass Vinzenz nicht als erste Bestattung im Kapitelsaal, sondern im Kreuzgang beigesetzt wurde. Keiner der Toten konnte identifiziert werden, einzig das Kinderskelett stammt mit grosser Wahrscheinlichkeit von Vinzenz von Rapperswil († um 1260). Es liegt heute in einem Sarkophag im Kreuzgang zwischen dem Kapitelsaal und dem Eingang zur Kirche.

## Schule

### Anfänge

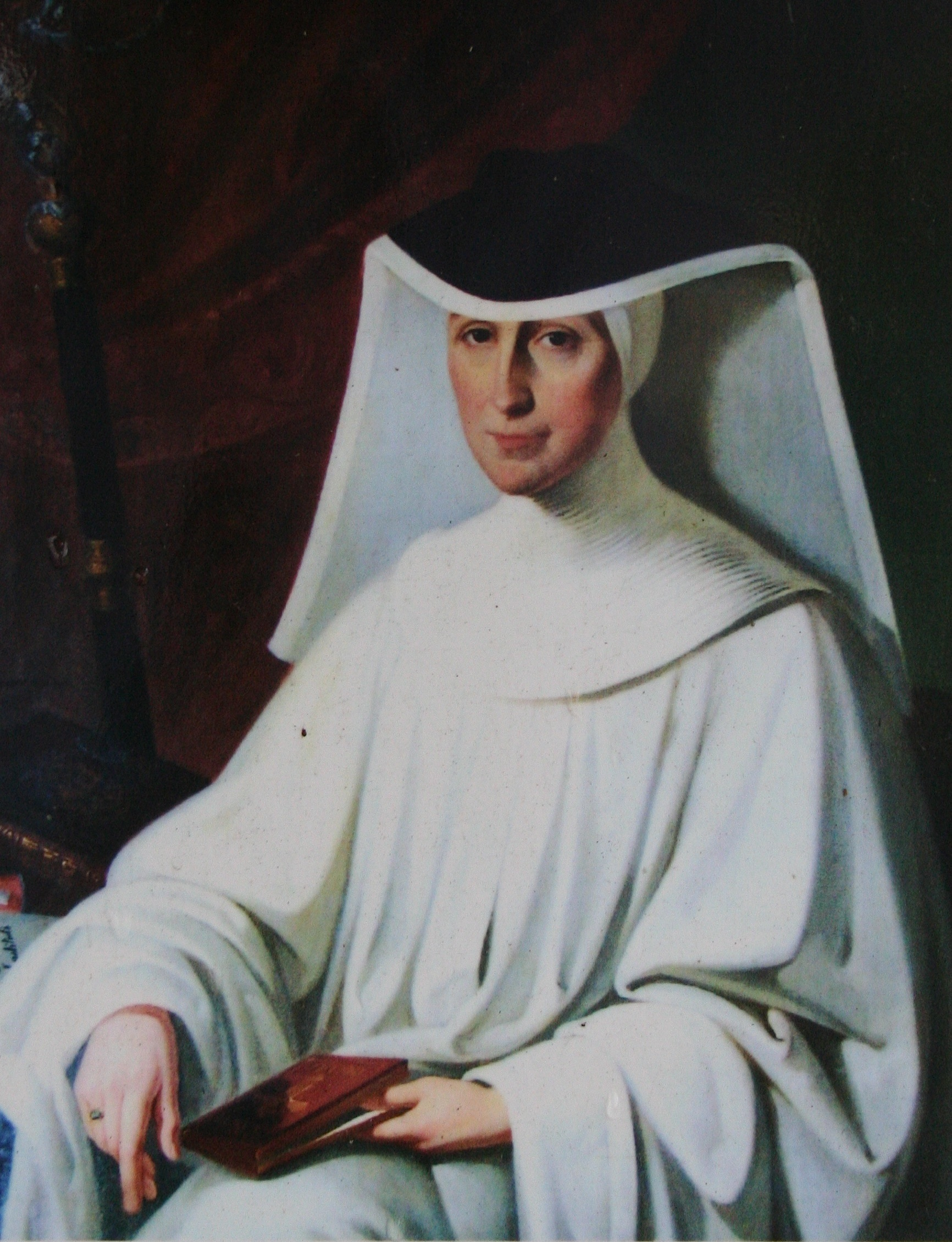
Äbtissin Coelestina Müller

Unter den Äbtissinnen Josefa Mayer (1832–1839) und der Gründerin des Töchterinstituts Aloisia Coelestina Müller (1839–1888), zeitweise auch schon in der zweiten Hälfte des 18. Jahrhunderts, hatte das Kloster immer zwölf bis fünfzehn Kosttöchter beherbergt, die sich teilweise auf den Eintritt in den Orden vorbereiteten, teils in den notwendigsten Schulfächern und in der Führung der Hausgeschäfte ausgebildet wurden.
Nach dem Einfall der Franzosen, der die kleine Schule aufhob, ermunterte Abt Steinegger von Wettingen 1804 die Äbtissin Rosa Roman Schleuniger (1788–1806), wieder «…4 – 6 Kosttöchter anzunehmen, weil es immer so gewesen, und sie wohl zu unterrichten und zu erziehen; denn so habe sie bey der Welt noch den Ruhm, das sie sich der Kirchen und dem Staat nutzlich mache.»

### Arbeitsschule
Durch eine Verordnung von 23. März 1836 stellte der Katholische Administrationsrat des Kantons St. Gallen die Frauenklöster vor die Alternative, entweder jährlich einen Betrag an das weibliche Erziehungswesen zu leisten oder sich auf andere Weise gemeinnützlich zu machen. Wurmsbach entschied sich für letzteres und richtete für die Mädchen der Umgebung eine Handarbeitsschule ein, die von der Lehrfrau Josefa Pfäffli geleitet wurde. Da jedoch der Weg für die Kinder aus den umliegenden Dörfern zu weit war, stellte die Schule 1842 ihren Betrieb wieder ein.

### Gründung des Instituts
Das Kloster hatte sich entschlossen, ein eigenes Töchterinstitut zu eröffnen. Am 8. Januar 1842 wurde der Vertrag zwischen dem Kloster und dem St. Gallischen Erziehungsrat zur «Errichtung einer Privat-Töchterlehranstalt» geschlossen. Unter dem Architekten Wilhelm Kubly von St. Gallen wurde im Südflügel des Klosters das zweistöckige Institut eingerichtet, mit drei heizbaren Schulzimmern im Parterre und einem grossen gemeinschaftlichen Schlafsaal mit 34 Betten im ersten Stock.
Die Suche nach geeigneten Lehrerinnen erwies sich als schwierig, erst in Bayern wurden mit Babetta Herz und Josephina Weiss zwei gefunden. Sie wurden am 19. September 1843 durch den Delegierten des Erziehungsrates examiniert und erhielten für ein Jahr die Lehrbewilligung. Die Leitung des Instituts übernahm Josefa Pfäffli, die bereits die Arbeitsschule geleitet hatte. Am 4. November 1843 wurde das Institut mit einem feierlichen Gottesdienst eröffnet. Unterrichtet wurden 16 Schülerinnen in Religion, Deutsch, Französisch, «Kopf- und Zifferrechnen», einfacher Buchhaltung, Geografie, Geschichte, Instrumentalmusik und Gesang, Zeichnen sowie Handarbeit.

### Neubau

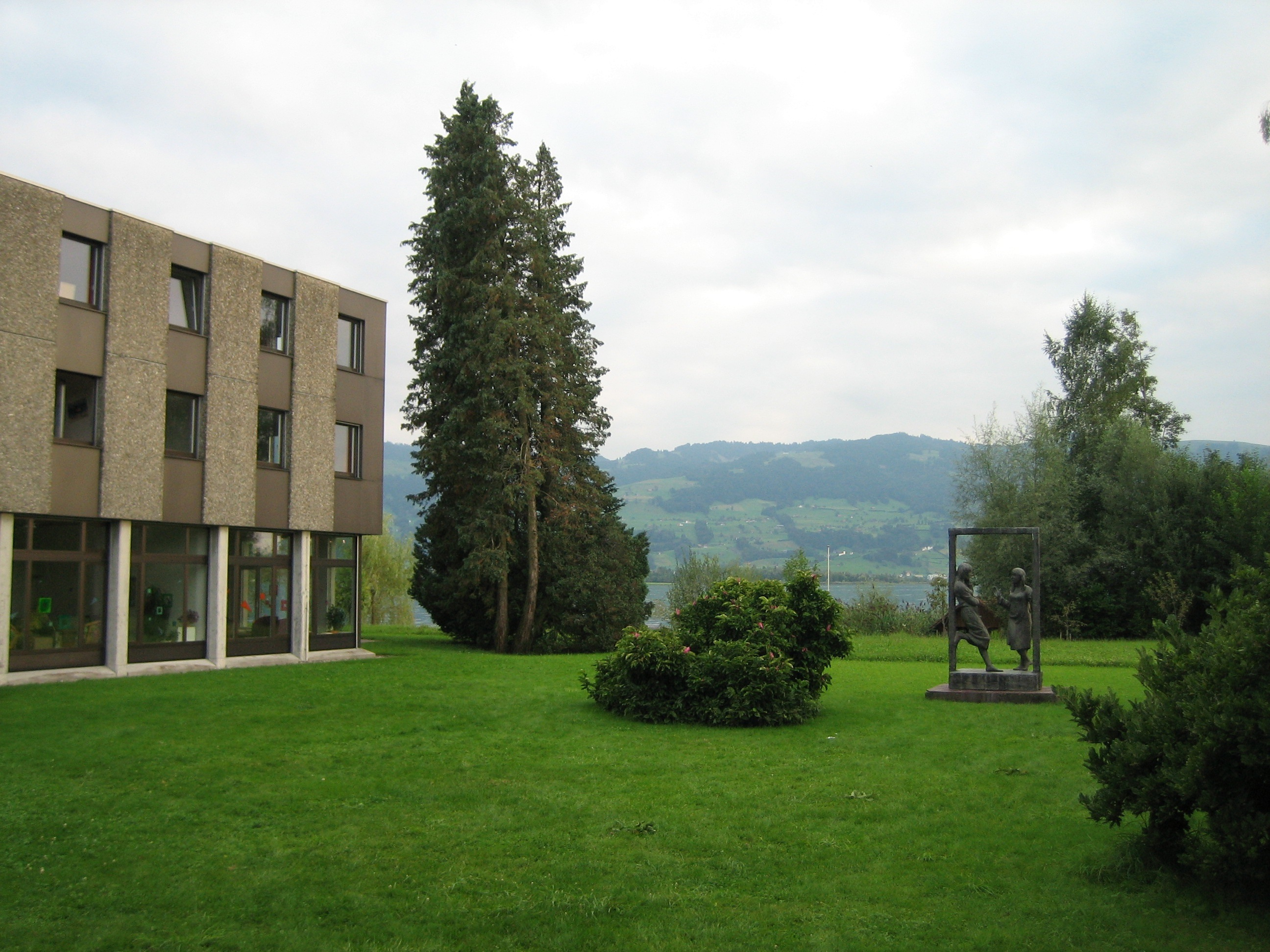
Wohngebäude

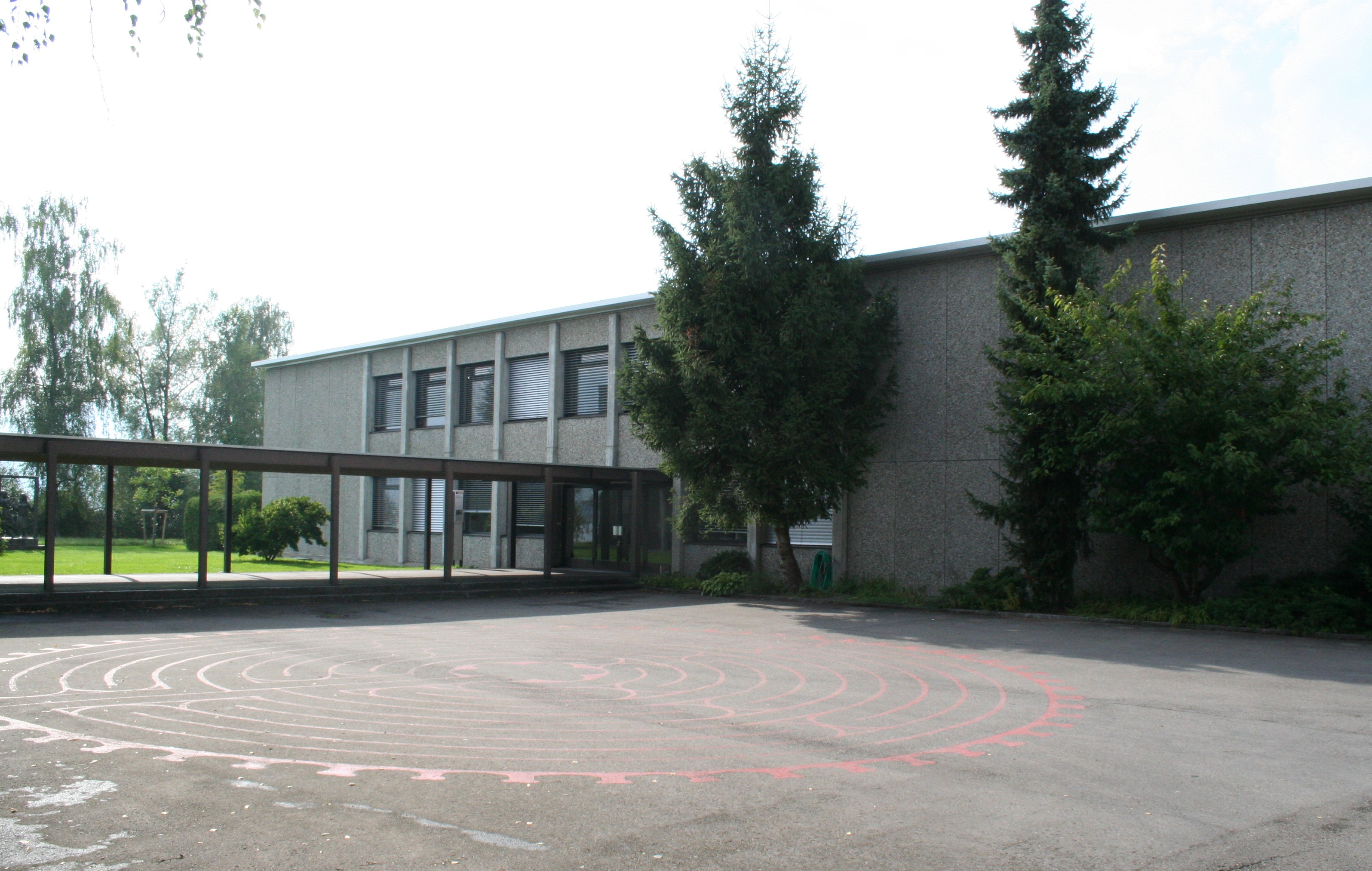
Das neue Schulhaus

Anstelle einer Renovation der baufällig gewordenen alten Gebäude entschloss man sich für Neubauten in zwei Etappen. Anfangs Mai 1972 wurde nördlich des Klosters ein neues Schulhaus eröffnet, am 3. November 1976 wurde daneben das neue Internatsgebäude bezogen. Die feierliche offizielle Einweihung fand am 27. März 1977 statt. Heute werden in der «Impulsschule Wurmsbach» über hundert Mädchen zwischen 12 und 17 Jahren aus der ganzen Schweiz unterrichtet. Neben der Vermittlung von Schulstoff wird Wert auf Eigeninitiative und -verantwortung, ganzheitliches Lernen, Teamfähigkeit und den Erwerb von Sozialkompetenz gelegt.

### Schliessung des Mädcheninternats
Ende 2020 entschied das Kloster Wurmsbach als Trägerin des Mädcheninternats, dass der Schul- und Internatsbetrieb mit Ende des Schuljahres 2020/2021 eingestellt wird. Als Gründe wurden unter anderem die sinkende Schülerinnenzahl genannt.
Seit Sommer 2022 befindet sich die Privatschule «Talent-Campus Zürichsee» der SBW Haus des Lernens AG in den Räumlichkeiten des ehemaligen Mädcheninternats.
Auch seit 2022 vermietet das Kloster die ehemaligen Zimmer des Internats an die Stadt Rapperswil-Jona zur Unterbringung von Flüchtlingen aus der Ukraine.

## Lichthof
Im so genannten «Lichthof» (früher Gästehaus), einem vierstöckigen Gebäude aus dem 16. Jahrhundert, das an die Klosterkirche angrenzt, haben private Besucher die Möglichkeit, ein paar Tage als Gast zu verbringen. Tagungsräume, Werkraum, Aufenthaltsraum und eine Bibliothek stehen zur Verfügung.
Die Zimmer können von Einzelgästen, Gruppen und insbesondere Lernenden für die «Lerntage am See» gebucht werden. Im Nebengebäude Seeblick stehen mehrere Zimmer jungen Menschen zur Verfügung, welche für 4–12 Wochen im Kloster mitarbeiten möchten.

## Chronik
Nachfolgend einige besondere Ereignisse aus der 750-jährigen Geschichte des Klosters.

### 13. Jahrhundert
- 12. Oktober 1259: Gründungstag des Klosters
- 7. Dezember 1259: Schriftliche Bestätigung der Gründung
- 1. Juli 1262: Die Frauen von Wurmsbach werden in das Bürgerrecht der Stadt Zürich aufgenommen.
- 26. Oktober 1266: Die erste Äbtissin Adelheid von Wesperspühl stirbt und wird in Kapitelsaal begraben.
- 1281: Die Kirche wird eingeweiht.

### 14. Jahrhundert
- 1311: Johannes Schön von Heslibach in Küsnacht tritt als Laienbruder ins Kloster ein.
- 1387: Abt Burkard Wiss von Wettingen verklagt die Wurmsbacher Äbtissin Margareta Krieg, sie verweigere ihm den Gehorsam. Die Äbtissin bleibt jedoch im Amt.

### 15. Jahrhundert
- 10. April 1416: Äbtissin Agnes von Grüningen erneuert das Burgrecht mit Zürich
- Juni 1443: Schwyzer und Glarner rauben und plündern in den Wirren des Alten Zürichkriegs im Kloster.
- April 1444: Bei der Belagerung von Rapperswil verlegen die Eidgenossen ihr Hauptquartier nach Wurmsbach, die Nonnen fliehen.
- 1472: Der Stiftungsbrief wird in Lütisburg im Toggenburg von Notar  Johannes Weber ins Deutsche übersetzt.

### 16. Jahrhundert

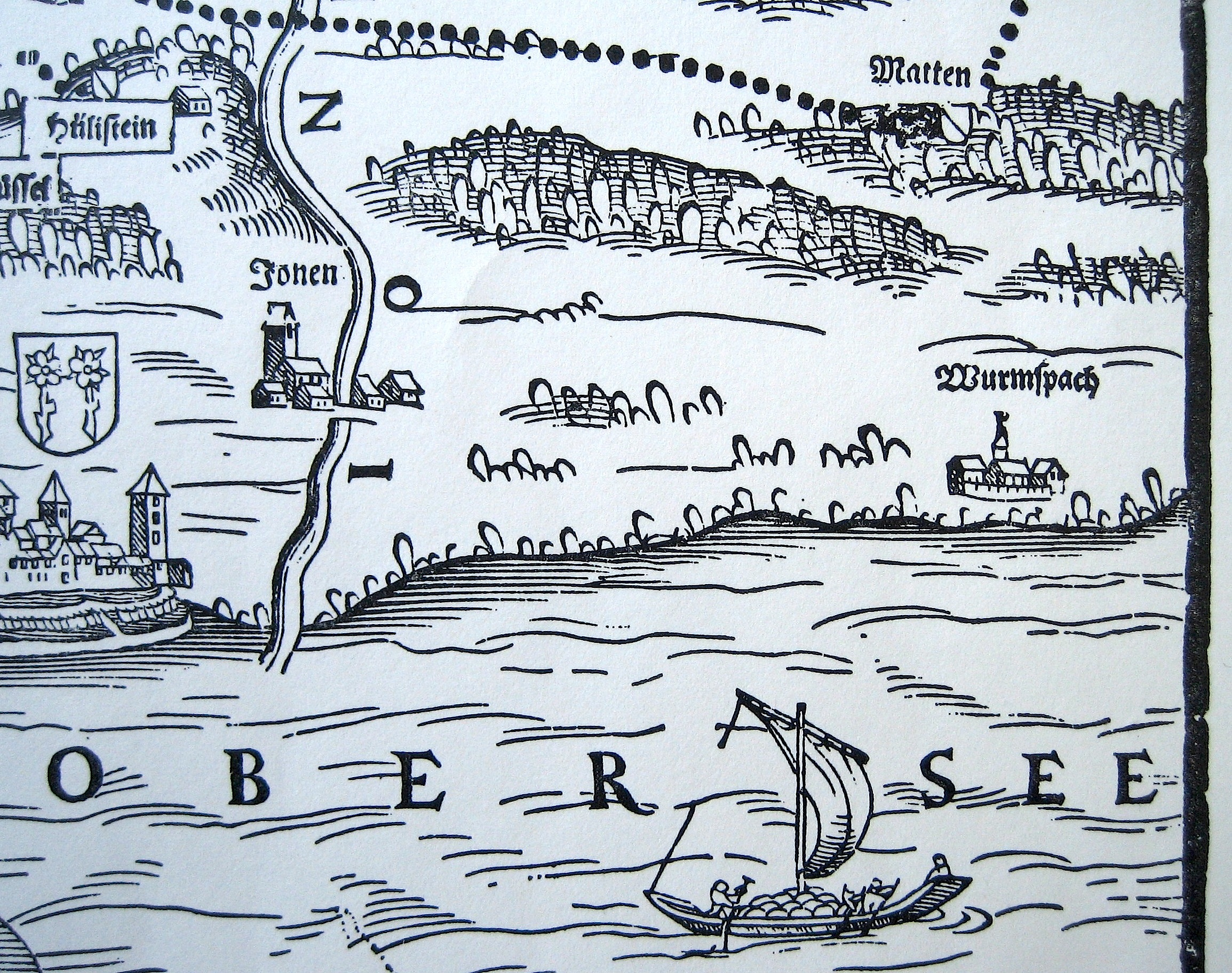
Wurmsbach auf dem Murerplan von 1576

- 25. November 1514: Elisabeth Jäckli von Küsnacht muss zur Annahme der Wahl als Äbtissin gezwungen werden; sie findet sich zu jung für das Amt.
- Herbst 1531: Bildersturm im Kloster: Die Nonnen werden gezwungen, den Habit abzulegen. Zuerst müssen sie die weissen Kleider färben, später tragen sie weltliche Kleider.
- In dieser Zeit wird eine Statue der Muttergottes an den Strand geschwemmt, die in einer Seegemeinde ins Wasser geworfen worden war.
- 1578: Das Refektorium wird neu gebaut.
- 1588: Bau des Gästehauses (heute der Lichthof), traditionsgemäss an der Stelle des ehemaligen Burgturmes.

### 17. Jahrhundert
- 1600: Neubau der Kirche und der Äbtissin Maria Domeisen, die ihre Profess unter Abt Christoph Silberysen abgelegt hatte.
- 1612: Der Äbtissinnentrakt wird gebaut.
- 17. Januar 1616: Nach einer langen Auseinandersetzung mit dem Rat von Rapperswil behält Wurmsbach das Recht, Kandidatinnen aufzunehmen.
- 1620: Der Kreuzgang ist neu gebaut.
- 1619: Die Mauer um den Garten wird gebaut, um das Kloster besser zu schützen.
- 25. Januar 1629: Die Äbtissin ersucht den Rat von Zürich, Wurmsbach das zu stellende Kriegspferd zu erlassen, da es durch Bauen in schwere Schulden geraten sei.
- Januar 1656: Belagerung von Rapperswil: Die Nonnen fliehen, da 300 Zürcher das Wurmsbach besetzen. Ein Angriff der Schwyzer am 16. Januar wird abgewehrt. Die Zerstörungen durch die Zürcher sind gross; unter anderem werden sechs Altäre weggeführt.
- 24. April 1657: Wurmsbach erhält 300 Silberkronen aus päpstlichen Hilfsgeldern.
- 1666: Im Gästehaus wird ein neuer prächtiger Festsaal eingeweiht.
- 1678: schwere Zwistigkeiten mit dem Rat von Rapperswil. Es geht um Verkäufe von Holz, Heu und Stroh. Eine Einigung wird erst 1688 erzielt.

### 18. Jahrhundert
- 22. Juni 1718: Ein Blitz schlägt in den Kirchturm ein und bringt die Glocken, die Uhr und den oberen Teil der Orgel zum Schmelzen. Ein Feuer kann dank dem schnellen Eingreifen verhindert werden.
- 5. Mai 1738: Bestimmungen über eine strengere Klausur werden erlassen.
- 1765: Die Kirche wird umgebaut und eine neue Orgel wird angeschafft.
- 28. Januar 1769: Die Äbtissin Maria Anna Müller reitet mit zwei Schwestern nach Zurzach, um die ihnen vom Bruder einer Schwester versprochenen 1000 Gulden persönlich abzuholen.
- 1779: Am Gästehaus und Äbtissinnentrakt werden Umbauarbeiten ausgeführt.
- 1781: Weil das Kloster ohne Genehmigung der Rapperswiler Steine für den Bau der Grossmünstertürme liefert, kommt es zu einem neuen Streit.
- 8. Juli 1789: Das Kloster unter der Äbtissin Rosa Romana Schleuniger ruft die Schirmherrschaft in Zürich an, da der Magistrat von Rapperswil Wurmsbach unter seine Jurisdiktion bringen will. Räte von Zürich, Bern und Glarus schreiben 1792 an Rapperswil, dass sie deren Ansprüche «überspannt» fänden und rufen zu einer Einigung auf. Die Auseinandersetzungen ruhen für einige Jahre.
- 1796: Der Magistrat verbietet dem Kloster, weiterhin französische Emigranten zu beherbergen.
- 28. April 1798: 1600 Glarner kommen im Kloster an und werden so gut es geht bewirtet. Die Schwestern fliehen.
- 1790: Das Direktorium (Helvetische Republik)hebt alle Klöster auf; im Sommer rauben und plündern die Rapperswiler im Kloster.
- 14. Juli 1790: Ein Dekret des Direktoriums erlaubt den Schwestern die Rückkehr ins Kloster.
- 31. Mai 1799: Kaiserliche Truppen, 11'000 Mann, versammeln sich nachts um das Kloster, der Generalstab wurde bewirtet. Die Einquartierungen dauern bis zum September, dann wird das Lazarett ins Kloster verlegt.

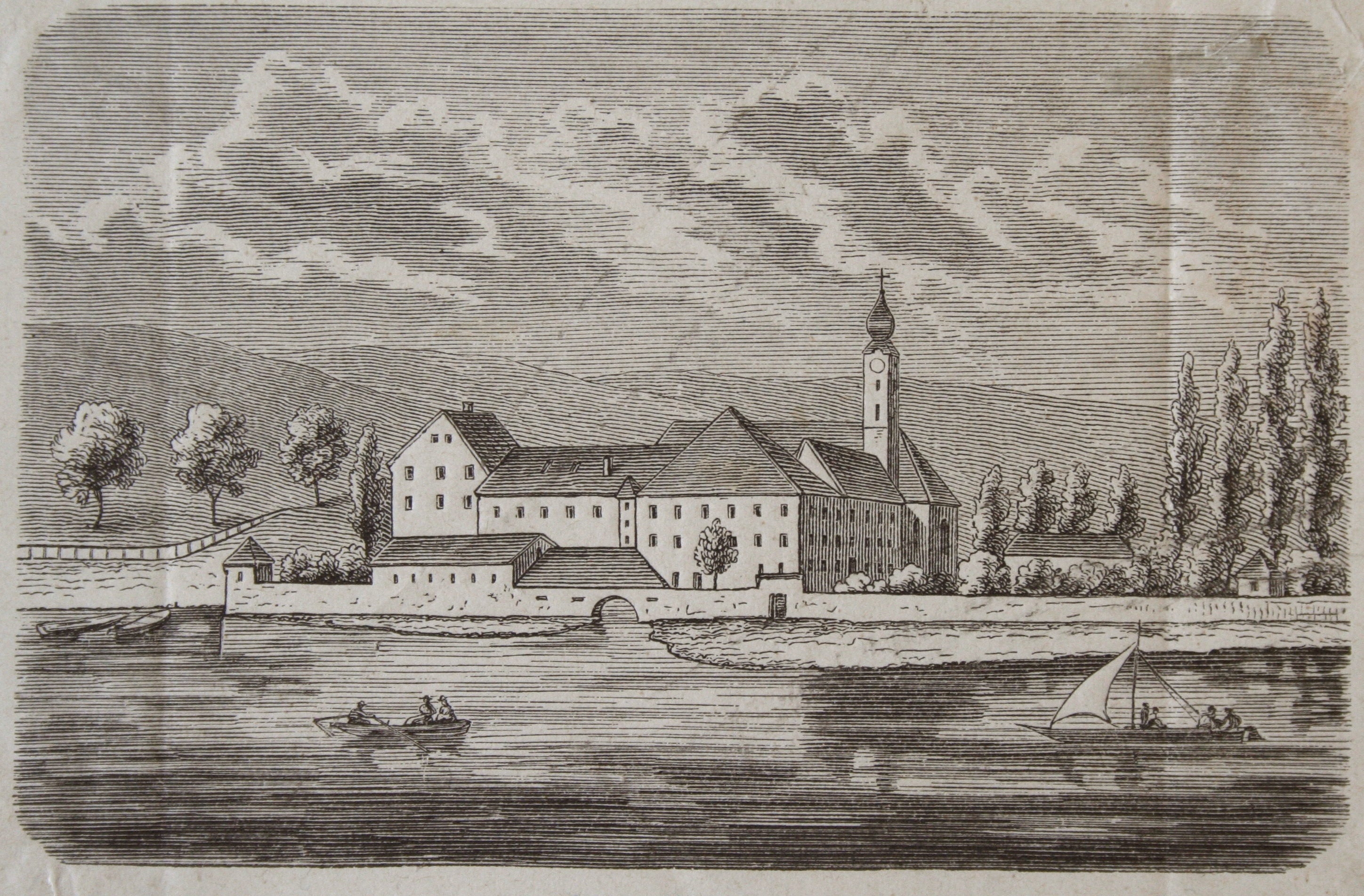
Ansicht von …
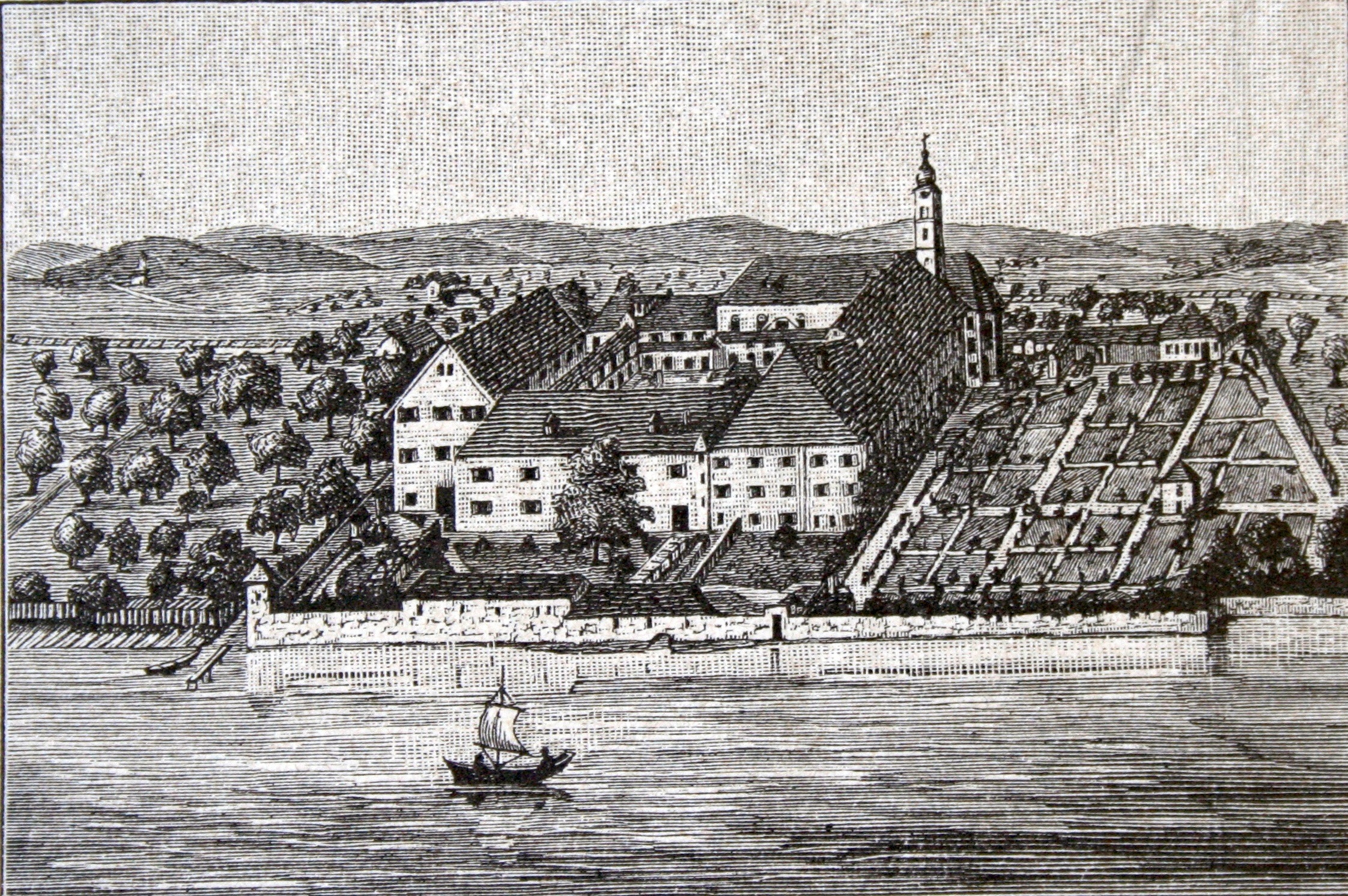
… der Seeseite

### 19. Jahrhundert

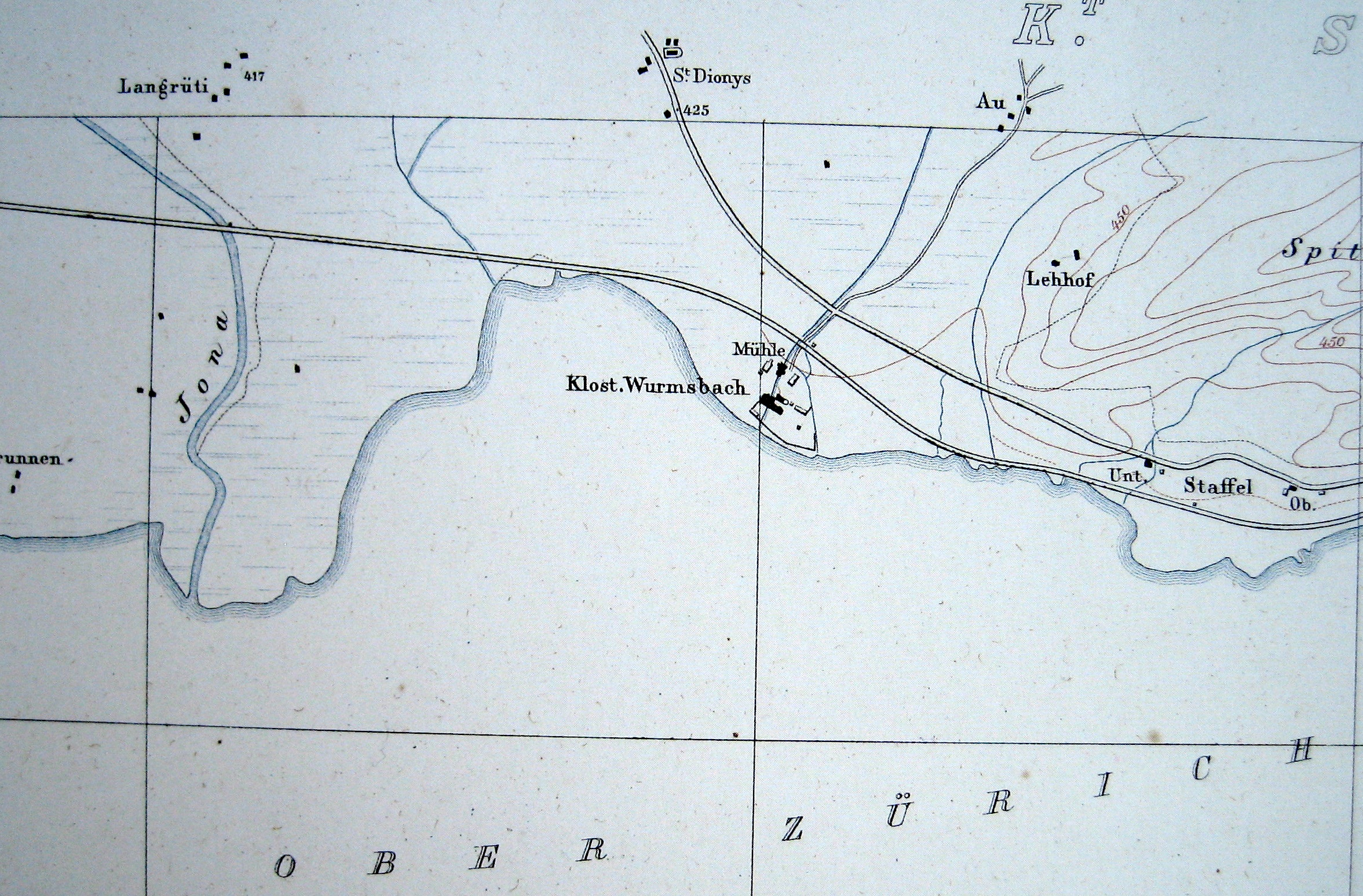
Wurmsbach auf der Wild-Karte von 1848

- 1803: Das Kloster erhält den Hauptteil seines Archivs von Rapperswil zurück, der Grosse Rat des Kantons St. Gallen gibt dem Kloster die Selbstverwaltung zurück und Wurmsbach gelangt wieder zu einer erträglichen Existenz.
- 1817: Im Hungerjahr wird innerhalb des Klosters Sumpfland zu Gärten umgewandelt. Es herrscht grosser Geldmangel, viele Bedienstete verlassen das Kloster. Aus Mehl von Kartoffelschalen wird ein Brei gekocht. Eine Schilderung der Ereignisse wird 1910 in der Kugel des Kirchturms gefunden.
- 20. Februar 1835: Vertreter des Siebnerkonkordats bestimmen, dass Wurmsbach nur 20 Schwestern zählen darf; ab 1841 sind es 27.
- 11. Mai 1836: Ein Brand zerstört die Mühle des Klosters, drei Kinder des Pächters kommen ums Leben.
- 4. November 1843: Die «Töchterlehranstalt» wird mit sechzehn Mädchen und zwei Lehrerinnen eröffnet. Directrice ist Mme. Weber.14. Februar 1880: Unter Äbtissin Aloisia Müller wird das Pekulium (Privateigentum) abgeschafft und 1883 die strenge Klausur eingeführt; die jährlichen Fahrten nach Einsiedeln in geschlossenen Kutschen werden eingestellt.
- 23. Mai 1892: Sieben Internatsschülerinnen ertrinken bei einer Bootsfahrt auf dem Zürichsee.
- Sommer 1897: Als erstes Unternehmen der Region schafft Wurmsbach landwirtschaftliche Maschinen an: Mäh- und Wendemaschinen werden gekauft.

### 20. Jahrhundert

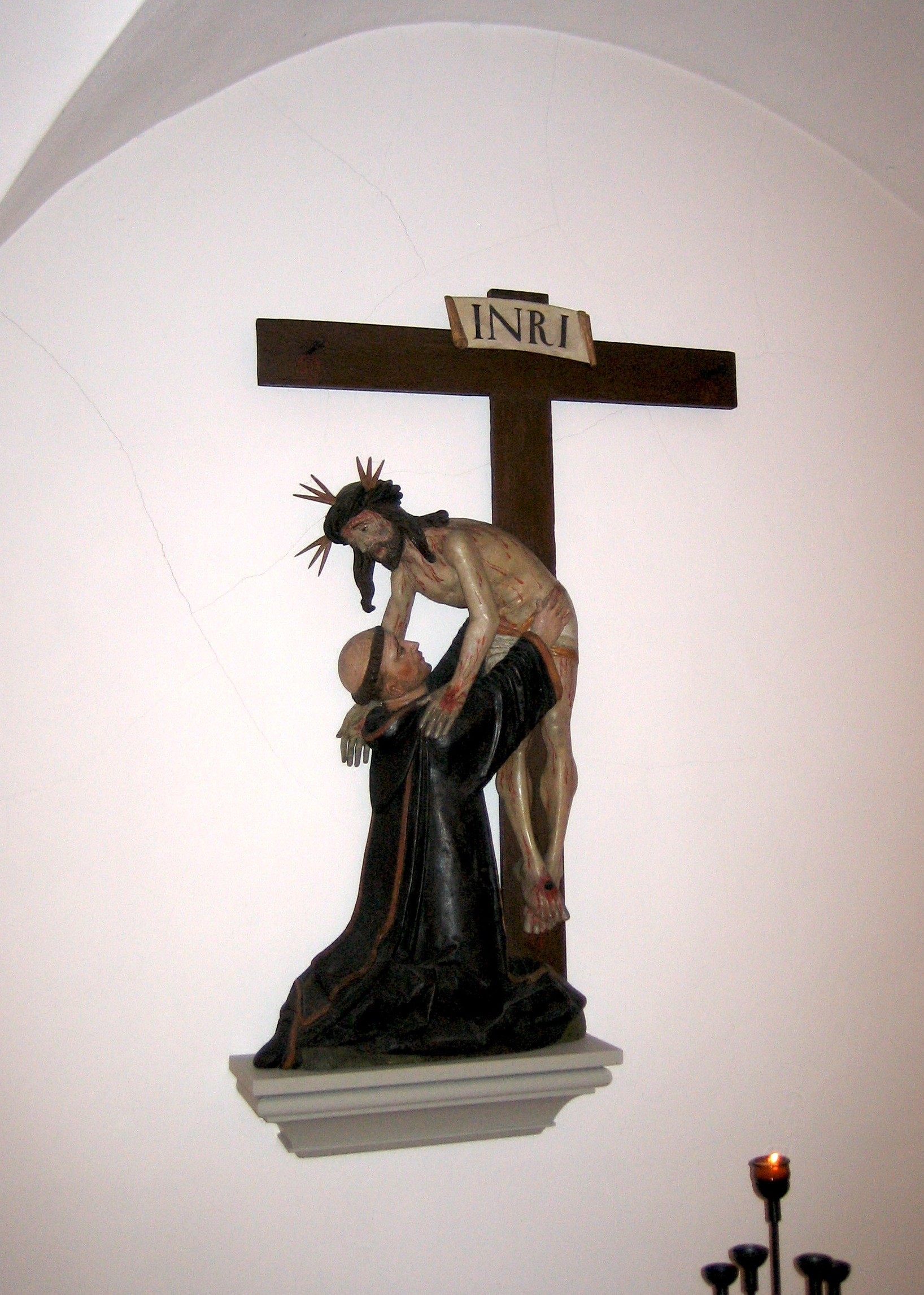
Holzplastik aus der 2. Hälfte des 16. Jhd.: Vision des hl. Bernhard von Clairvaux

- 13. März 1907: Im Kloster wird fliessendes Wasser eingerichtet; das Wasser wird aus 1700 m Entfernung hergeleitet.
- 1908: Das Mühlwerk der Klostermühle wird für 3000 Franken verkauft und die Mühle geschlossen, sie ist nicht mehr konkurrenzfähig. Sie wird als bäuerlicher Pachtbetrieb weitergeführt.
- November 1909: in der Kirche und den angrenzenden Räumen wird eine Warmwasserheizung eingerichtet.
- 15. Juni 1910: Hochwasser, im Kapitelsaal musste den ganzen Tag Wasser geschöpft werden.
- 24. Dezember 1910: Zum ersten Mal erstrahlt das Kloster im elektrischen Licht.
- 23. September 1913: Die Scheune fällt einem Brand zu Opfer, Kirchenschatz und Archiv werden im Wäldchen in Sicherheit gebracht. Die Feuerwehr blieb drei Tage auf dem Platz; vermutet wird Brandstiftung.
- 29. Juli 1917: Wurmsbach nimmt für ein Jahr 14 flämische Mädchen auf. Später erhält das Kloster eine Verdienstmedaille von Königin Elisabeth von Belgien und ein Dankesschreiben.
- 13. November 1918: Während des Landesstreiks werden 20 Soldaten im Kloster einquartiert.
- 1922: Im Sommer dürfen die Klosterfrauen zum ersten Mal seit Einführung der strengen Klausur 1883 das Kloster zum Obstsammeln verlassen: Zahlreiche Dienstboten wurden entlassen, weil die Löhne nicht mehr bezahlt werden konnten.
- Unter Äbtissin Scholastica Höchle zählt das Kloster die meisten Mitglieder: 60 bis 64. Die Zahl der Schülerinnen jedoch geht auf 20 zurück, was keinen rentablen Schulbetrieb mehr erlaubt: Das Kloster steht vor dem wirtschaftlichen Ruin.
- 18. Januar 1943: Äbtissin Scholastica stirbt im Alter von 88 Jahren. Sie hatte nach 36 Jahren im Amt am 2. September 1941 resigniert.
- 1947: Die Buchhaltung des Klosters wird zeitgemäss reorganisiert. Mehrere bauliche und hygienische Veränderungen an Kloster und Schule werden vorgenommen.
- 1956: Im ganzen Gebäudekomplex ist eine Zentralheizung installiert. Beim Installieren wird im Refektorium ein Teil der Renaissancefresken zerstört.
- 7. Juni 1967: Die renovierte Kirche wird eingeweiht. Die Schwestern sind erstmals weiss-schwarz gekleidet.
- 11. Oktober 1976: Das neue Institut ist fertig und wird bezogen.
- 25. Dezember 1983: Das Refektorium ist renoviert und wird nach zweieinhalb Jahren wieder bezogen.
- 1984–1989: Der Glaskünstler Edy     Renggli kreiert einen Bildzyklus über das Leben des Hl. Bernhard von     Clairvaux im Kreuzgang des Klosters. 2024 erscheint das Buch «von Licht     durchstrahlt» dazu.
- 1995: Das Kloster Mariazell-Wurmsbach ist das erste Kloster der Schweiz mit einer eigenen Website.

### 21. Jahrhundert
- 2021 schliesst das Mädcheninternat nach 178 Jahren
- Im Jahr 2022 wird das Türmli an der ehemaligen Klostermauer renoviert und zu einer Station des «Erlebnisweg Obersee» umgenutzt
- Seit 2022 leben Flüchtlinge aus der Ukraine in den Räumen des ehemaligen Mädcheninternats

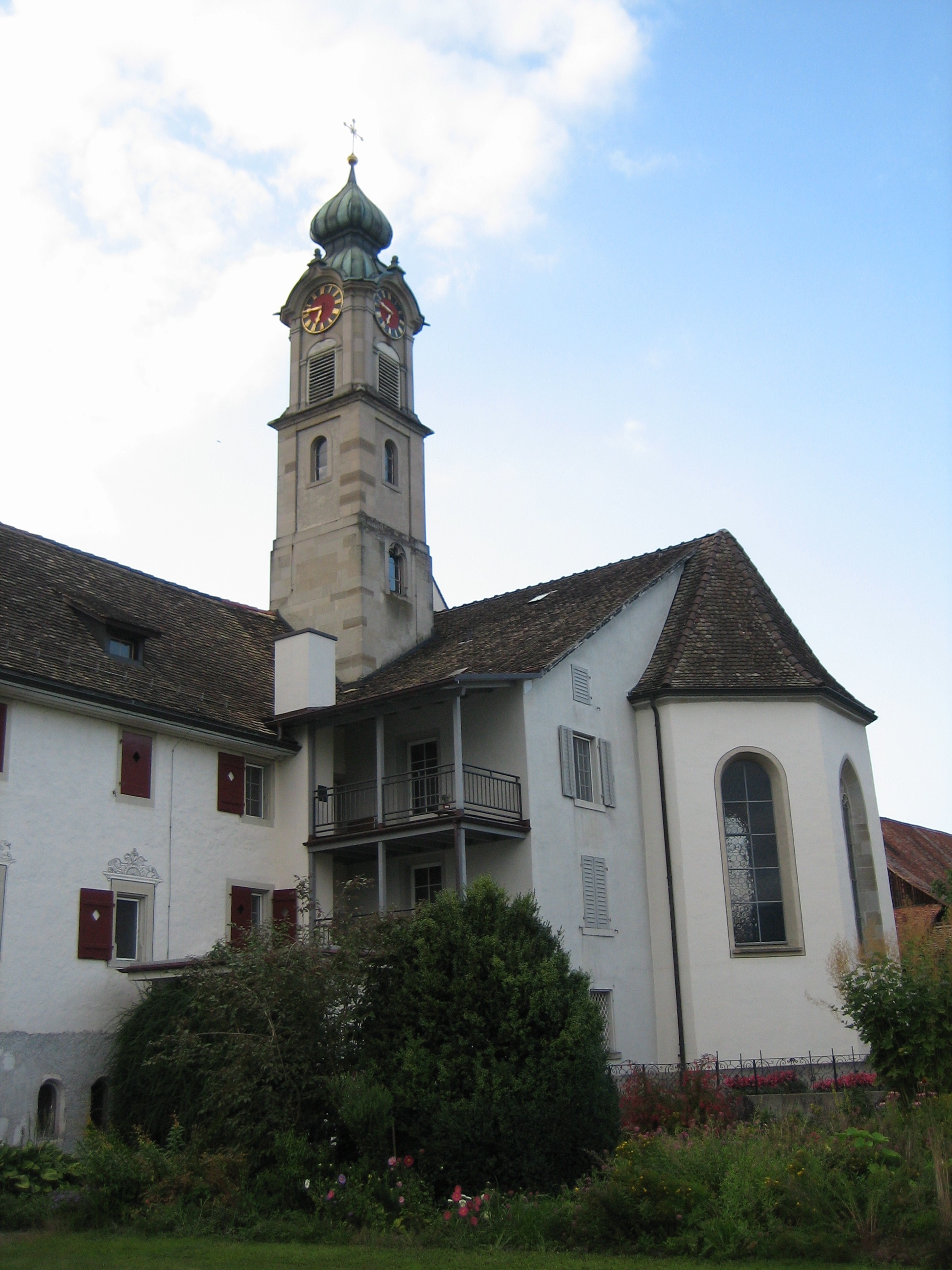
Kirche mit Chor, Blick nach Norden
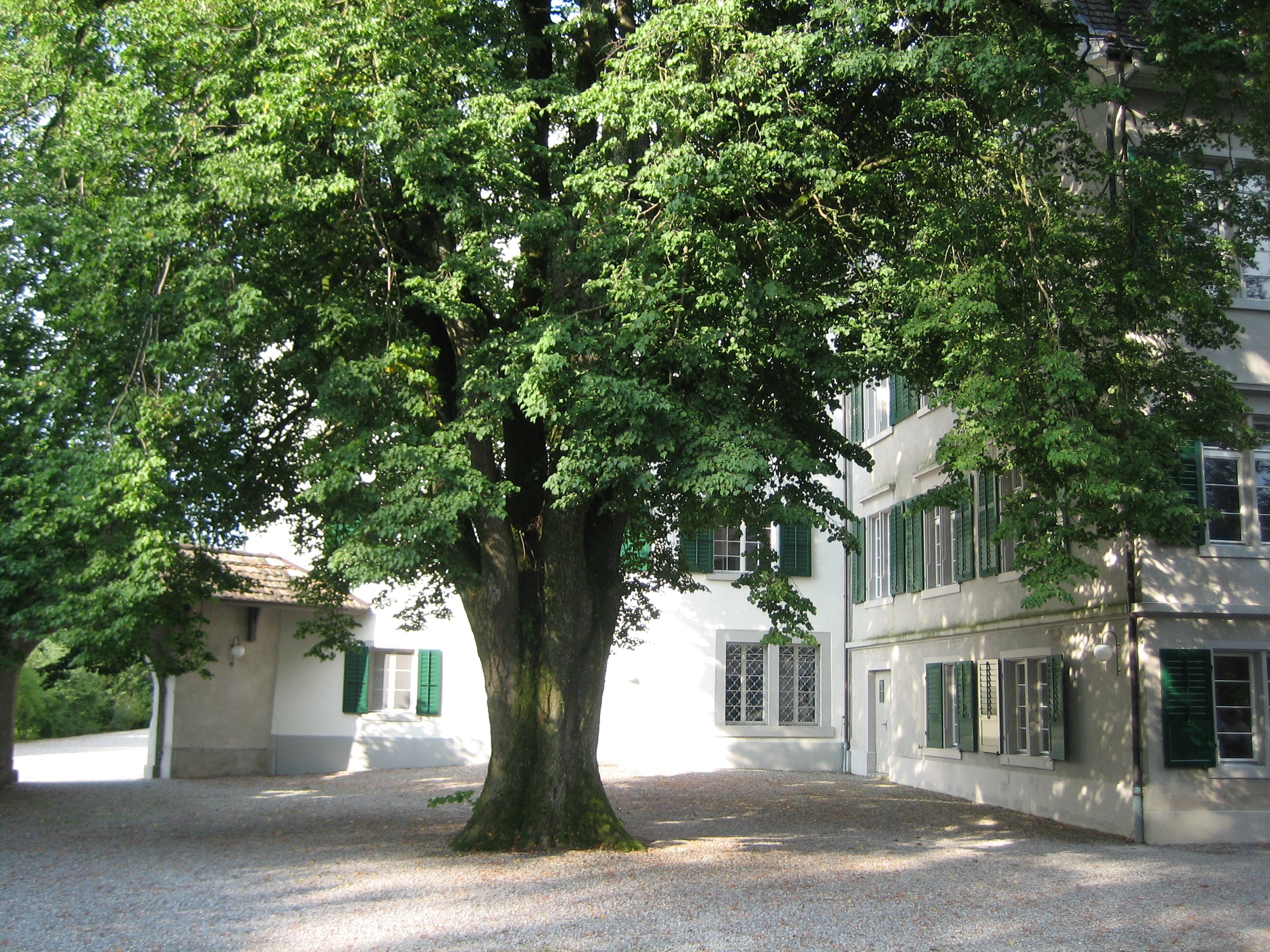
Linde im Hof hinter dem Gästehaus
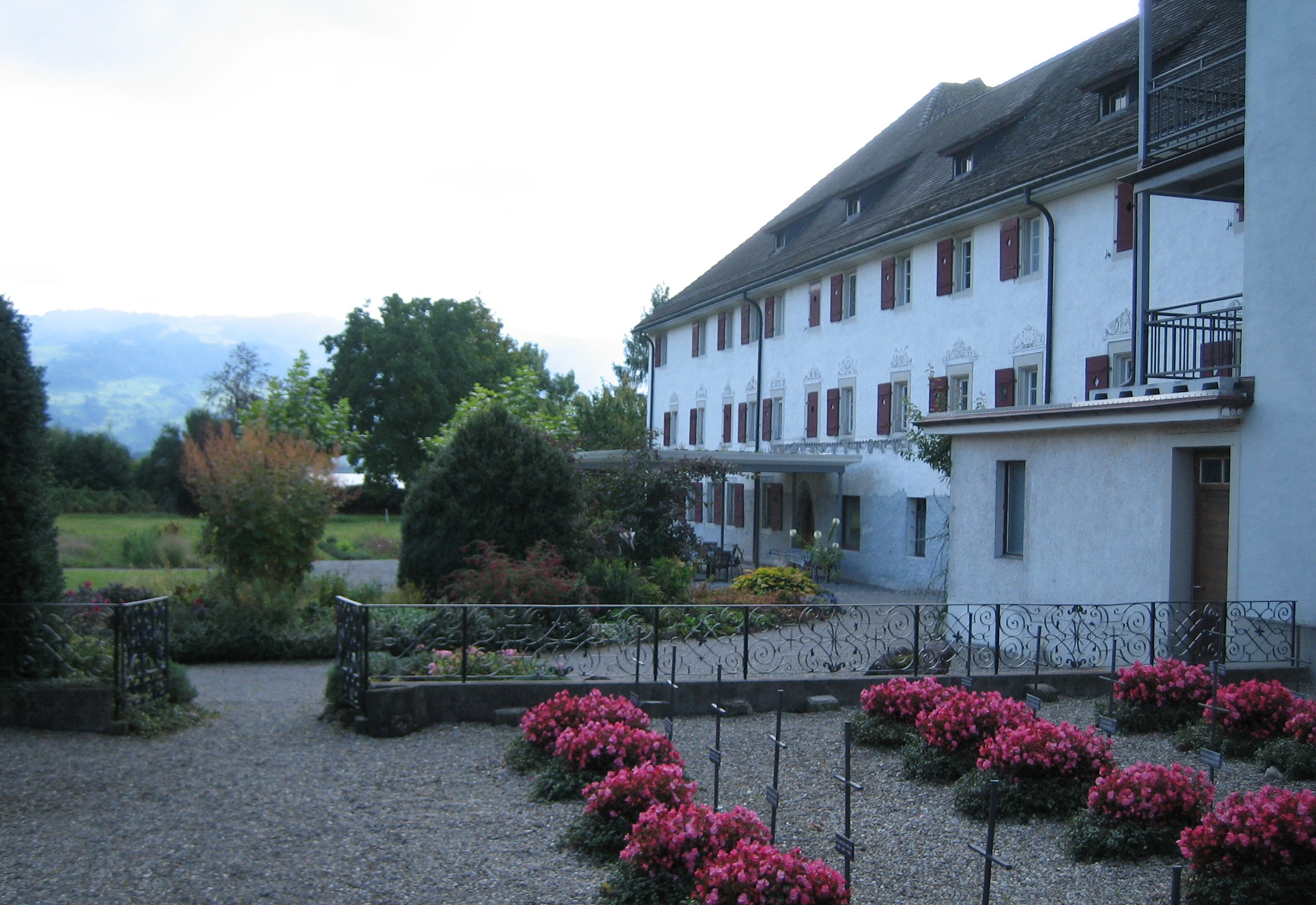
Friedhof und Garten

## Äbtissinnen
Wo kein Sterbedatum angegeben ist, ist anzunehmen, dass die betreffende Äbtissin im Amt verstarb. Von 1269 bis 1318 wird in den Urkunden kein Name einer Äbtissin genannt. In diese Zeit dürfte die Amtszeit der Äbtissin Mechtild von Fillingen fallen. In Nekrologium heisst es an einem 18. September ohne Jahresangabe: «Es ist hüt Jahrzit Frow Mechtilden von Fillingen, der eptissin, die hat uns geben zwei Quart Kernen.»
|     | Name                        | Herkunft                    | geboren | gestorben | Amtszeit              |
| --- | --------------------------- | --------------------------- | ------- | --------- | --------------------- |
| 1.  | Adelheid von Wesperspühl    |                             |         |           | 1259–1266             |
| 2.  | Judenta von Ägeri           |                             |         |           | 1267–1269             |
| 3.  | Mechthild von Fillingen     |                             |         |           | ?                     |
| 4.  | Margaretha                  |                             |         |           | 1318                  |
| 5.  | Elisabet                    |                             |         |           | 1321–1323             |
| 6.  | Margaretha von Rambach (?)  |                             |         |           | 1331                  |
| 7.  | Clara                       |                             |         | 1349      | 1349                  |
| 8.  | Anna                        |                             |         |           | 1353–1355             |
| 9.  | Margaretha Sigbott          |                             |         |           | 1364–1366             |
| 10. | Margareth Soler (?)         |                             |         |           | 1366                  |
| 11. | Fren von St. Johann         |                             |         |           | 1368                  |
| 12. | Margaretha Krieg            | Bellikon                    |         |           | 1371–1373, 1393, 1403 |
| 13. | Agnes von Grüningen         | Grüningen ZH                |         |           | 1411–1416             |
| 14. | Verena von St. Johann       | Küsnacht ZH                 |         |           | 1417–1419             |
| 15. | Elsbeth von St. Johann      | Küsnacht                    |         |           | 1429–1440             |
| 16. | Verena Früg                 | Zürich                      |         |           | 1444                  |
| 17. | Verena Netstaler            | Glarus                      |         |           | 1446                  |
| 18. | Amalia von St. Johann       |                             |         |           | 1449–1451, 1467       |
| 19. | Elsbeth von Hünenberg       | Rapperswil                  |         |           | 1478–1483             |
| 20. | Elsbeth Quader              | Sargans                     |         |           | 1492                  |
| 21. | Margareta Sumer             | Aarau                       |         |           | 1514–1566             |
| 22. | Elisabeth Jäckli            | Küsnacht                    |         |           | 1514–1566             |
| 23. | Elisabeth Würker            | Rapperswil                  |         |           | 1240–1289             |
| 24. | Dora Vetterli               | Meilen                      |         |           | 1575–1591             |
| 25. | Maria Dumeisen              | Rapperswil                  |         |           | 1591–1643             |
| 26. | Maria Scholastika vom Staal | Solothurn                   | 1608    | 1659      | 1643–1659             |
| 27. | Maria Humbelina Brock       | Weissenberg bei Feldkirch A |         | 1673      | 1659–1673             |
| 28. | Maria Klara Scherrer        | Feldkirch                   |         | 1692      | 1673–1692             |
| 29. | Scholastika Wick            | Wil SG                      |         | 1725      | 1692–1705             |
| 30. | Maria Ursula Zurlauben      | Zug                         | 1651    | 1727      | 1705–1717             |
| 31. | Klara Helbling              | Rapperwil                   | 1668    | 1734      | 1718–1734             |
| 32. | Basilia Vogt                | Wangen SZ                   | 1687    | 1756      | 1734–1756             |
| 33. | Lutgardis Müller            | Schönenberg TG              | 1705    | 1764      | 1756–1764             |
| 34. | Anna Maria Müller           | Schmerikon SG               | 1732    | 1788      | 1764–1788             |
| 35. | Rosa Romana Schleuniger     | Klingnau AG                 | 1743    | 1806      | 1788–1806             |
| 36. | Aloisia Crescentia Schmid   | Bellikon AG                 | 1757    | 1832      | 1806–1832             |
| 37. | Maria Josefa Mayer          | Stockach D                  | 1785    | 1839      | 1832–1839             |
| 38. | Aloisia Coelestina Müller   | Schmerikon                  | 1808    | 1888      | 1839–1888             |
| 39. | Margarita Brunner           | Laupersdorf SO              | 1847    | 1905      | 1888–1905             |
| 40. | Maria Scholastica Höchle    | Klingnau                    | 1855    | 1943      | 1905–1941             |
| 41. | Maria Ida Räber             | Langnau LU                  | 1889    | 1978      | 1941–1970             |
| 42. | Clara Romer                 | Rüti ZH                     | 1925    |           | 1970–2000             |
| 43. | Monika Thumm                | Heidenheim D                | 1952    |           | 2000–                 |

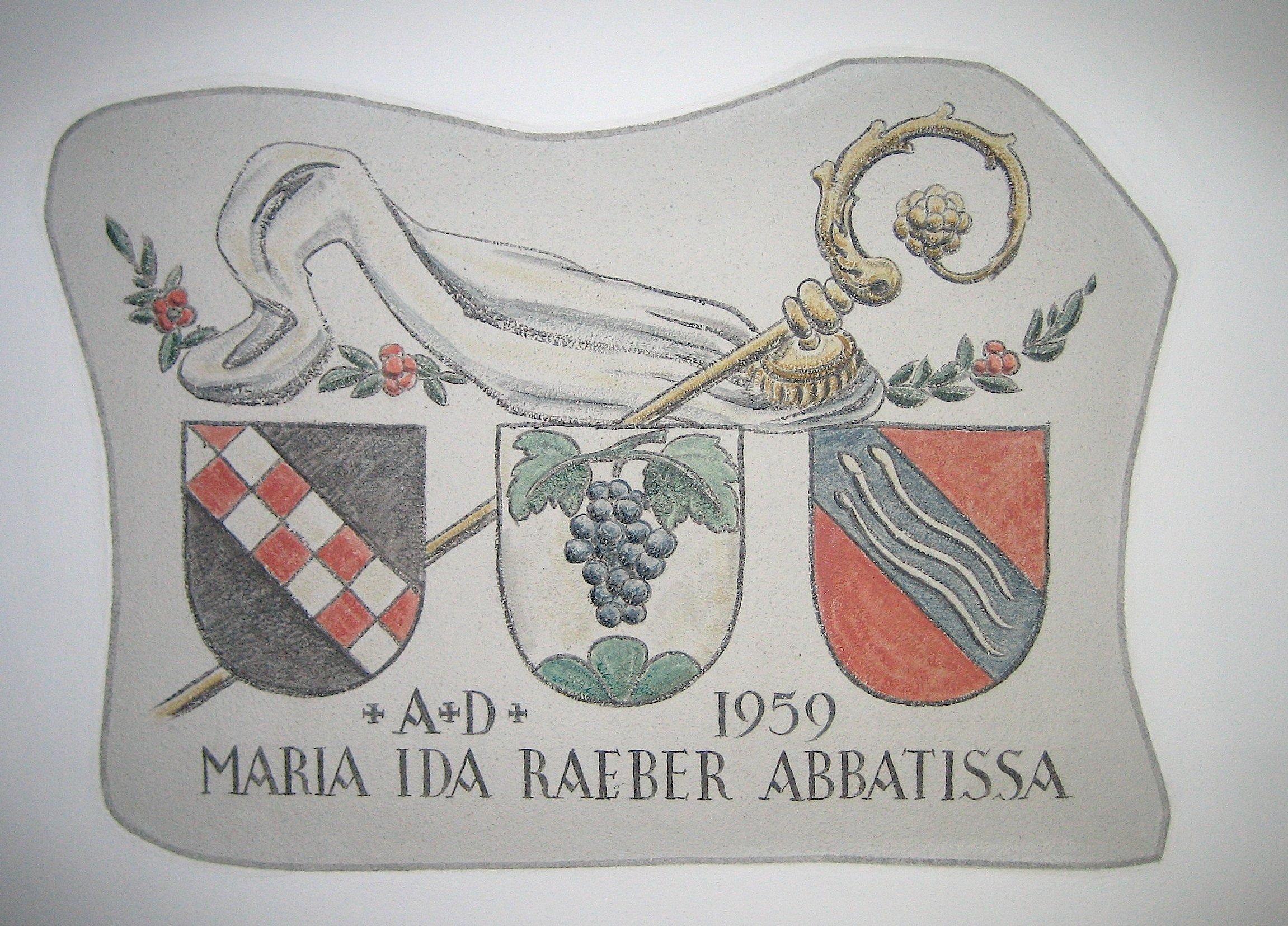
Wappen der Äbtissin Ida Maria Räber
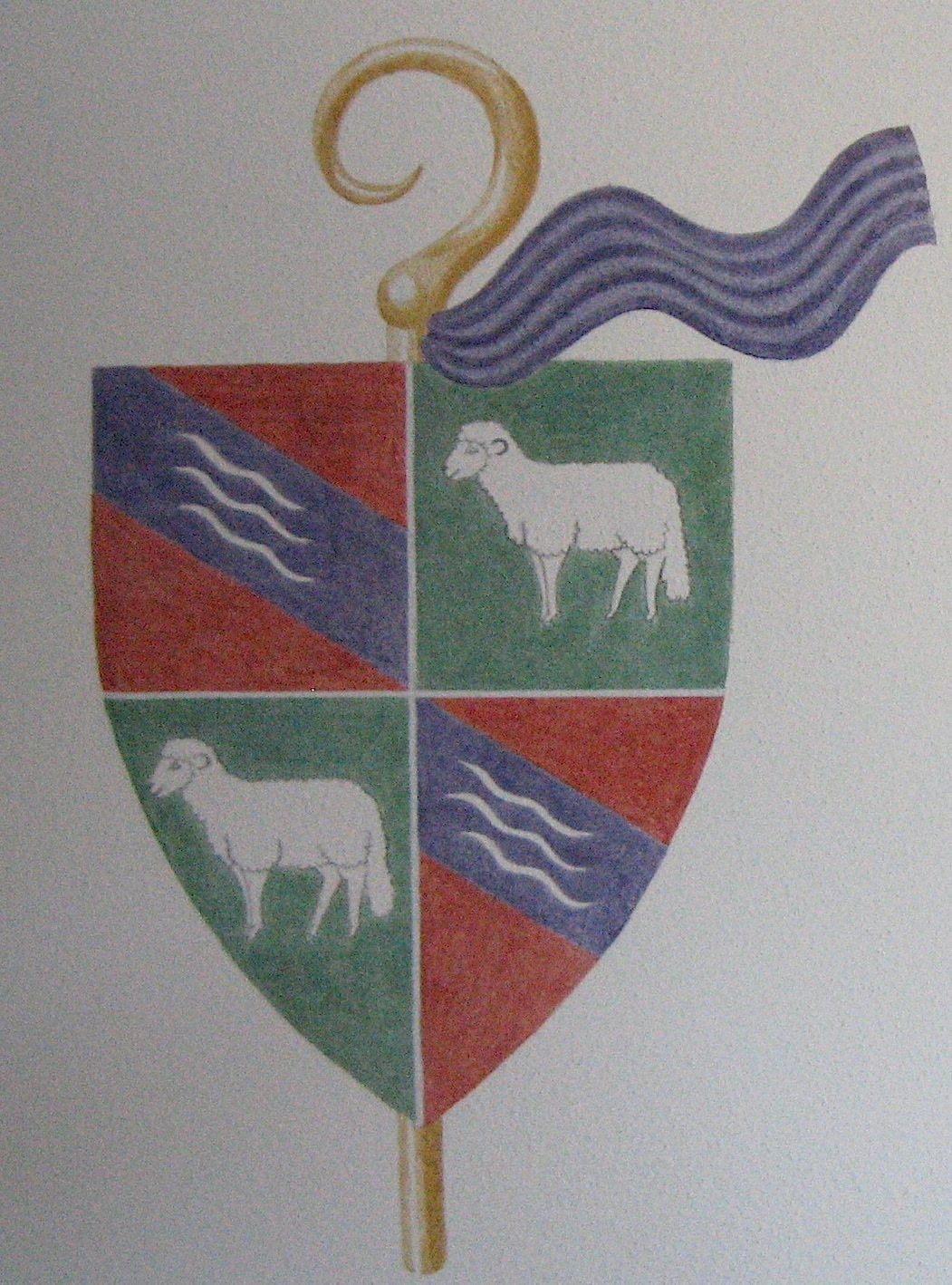
Wappen der Äbtissin Monika Thumm
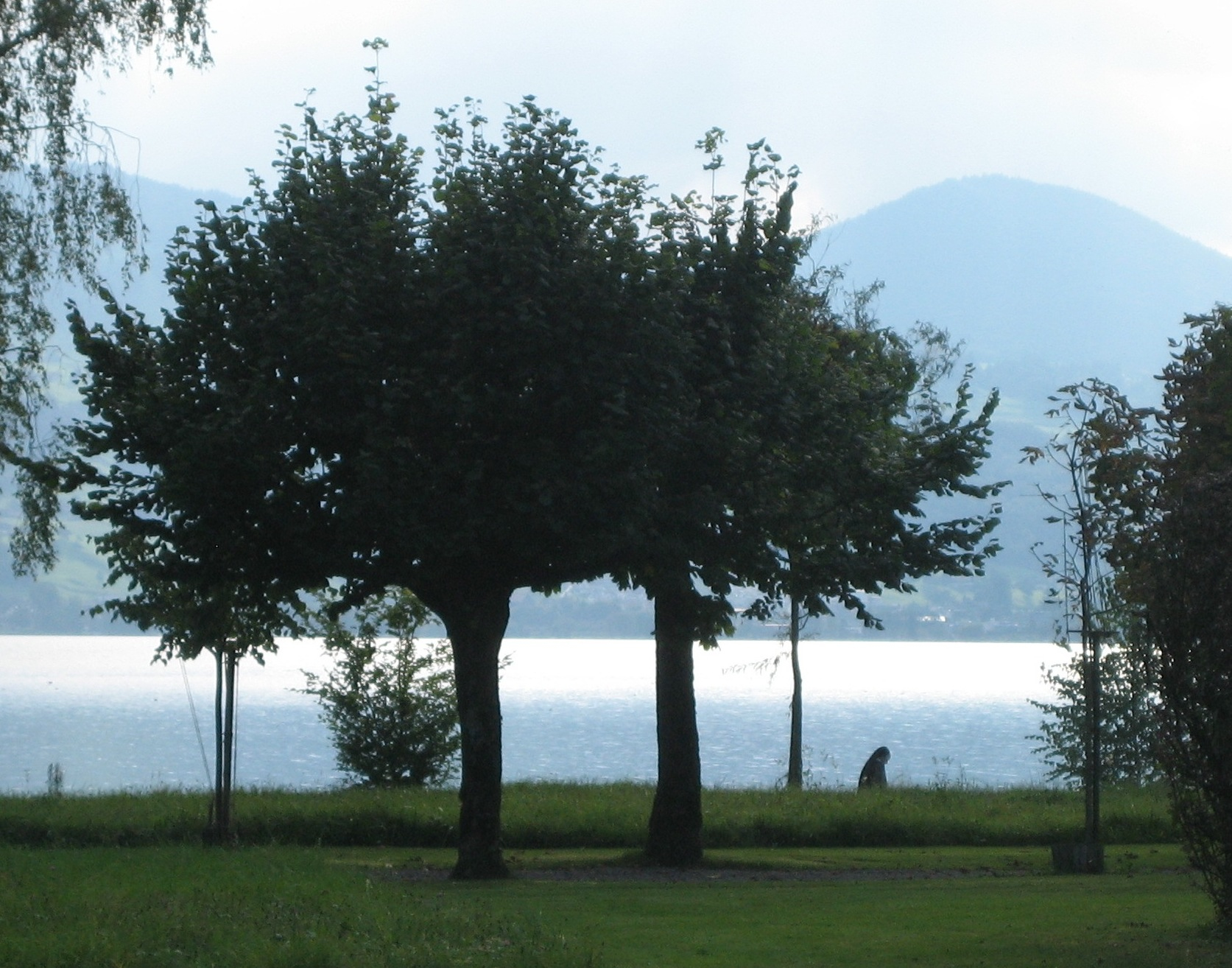
Spaziergang am Obersee
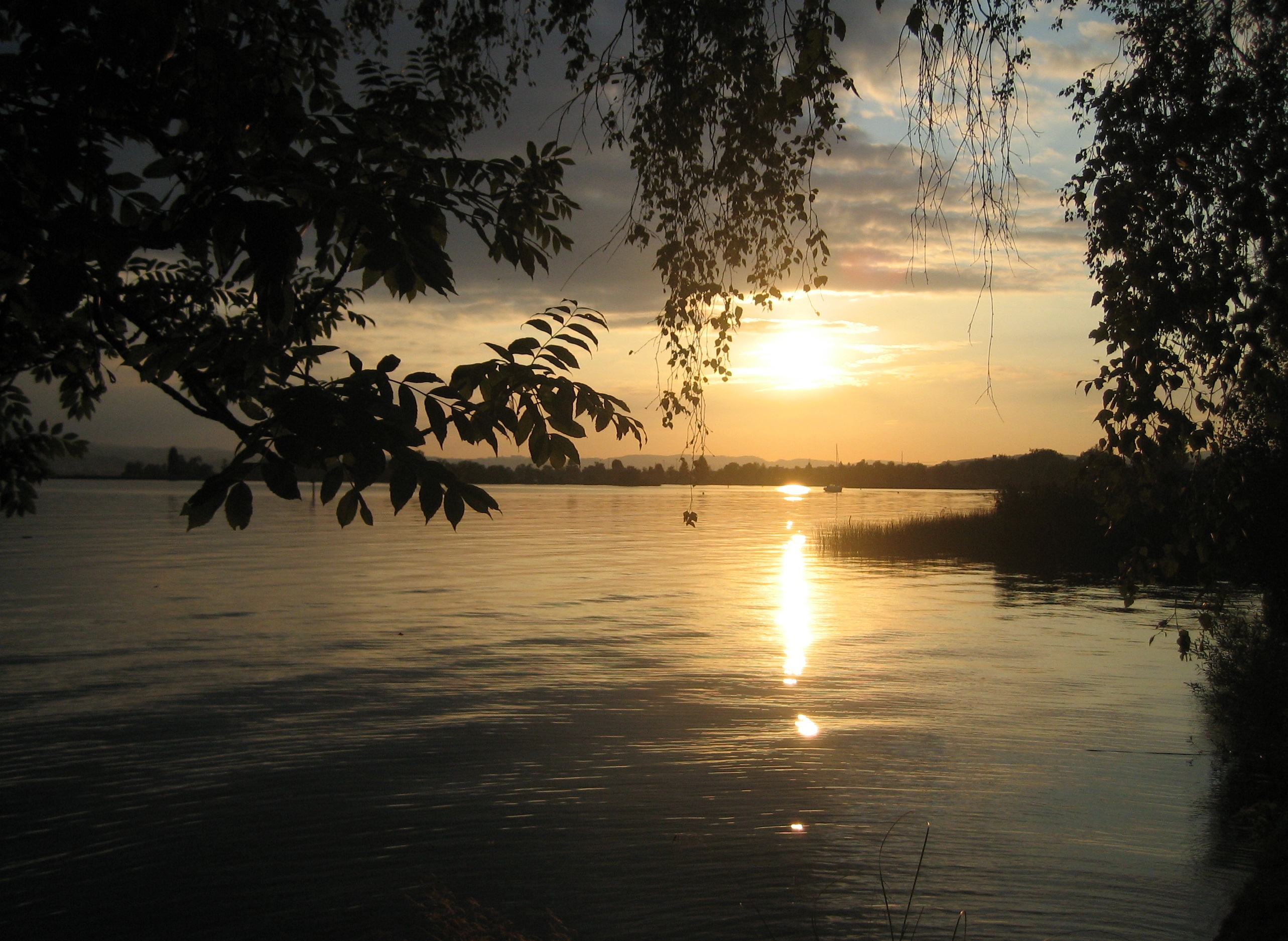
Sonnenuntergang bei Wurmsbach am Obersee